# Anton Čechov
Anton Pavlovič Čechov (in russo Антон Павлович Чехов?, AFI: [ɐnˈton ˈpavɫəvʲɪt͡ɕ ˈt͡ɕexəf] ; Taganrog, 29 gennaio 1860 – Badenweiler, 15 luglio 1904) è stato uno scrittore e drammaturgo russo, tra i maggiori autori letterari e teatrali europei del XIX secolo.

## Biografia

### Infanzia e adolescenza
Terzo di sei figli, Anton nacque in una famiglia di umili origini: il nonno, Egor Michajlovič Čech, servo della gleba e amministratore di uno zuccherificio del conte Čertkov, era riuscito a riscattare se stesso e la propria famiglia nel 1841 grazie al versamento al proprio padrone di una grossa somma di denaro, 3 500 rubli. Il padre, Pavel Egorovič, fervente religioso ma violento, picchiava spesso i figli: «Mio padre cominciò a educarmi, o più semplicemente a picchiarmi, quando non avevo ancora cinque anni. Ogni mattina, al risveglio, il primo pensiero era: oggi sarò picchiato?» I figli erano costretti a rimanere per ore al freddo della drogheria del padre, e inoltre a seguirlo nelle attività religiose, tra cui il coro da lui diretto.
Più tardi Čechov scriverà a un amico: «Sono stato allevato nella religione, ho cantato nel coro, ho letto gli Apostoli e i salmi in chiesa, ho assistito regolarmente ai mattutini, ho persino aiutato a servir messa e ho suonato le campane. E qual è il risultato di tutto ciò? Non ho avuto infanzia. E non ho più alcun sentimento religioso. L'infanzia per i miei fratelli e per me è stata un'autentica sofferenza». La madre, Evgenija Jakovlevna Morozova, proveniva da una famiglia di commercianti, anch'essi già servi della gleba. Donna gentile e affettuosa con i figli, veniva maltrattata anche lei dal marito: «Nostro padre faceva una scenata durante la cena per una minestra troppo salata, o dava dell'imbecille a nostra madre. Il dispotismo è tre volte criminale». Anton amava questa donna mite e silenziosa: «Per me non esiste nulla di più caro di mia madre in questo mondo pieno di cattiveria».

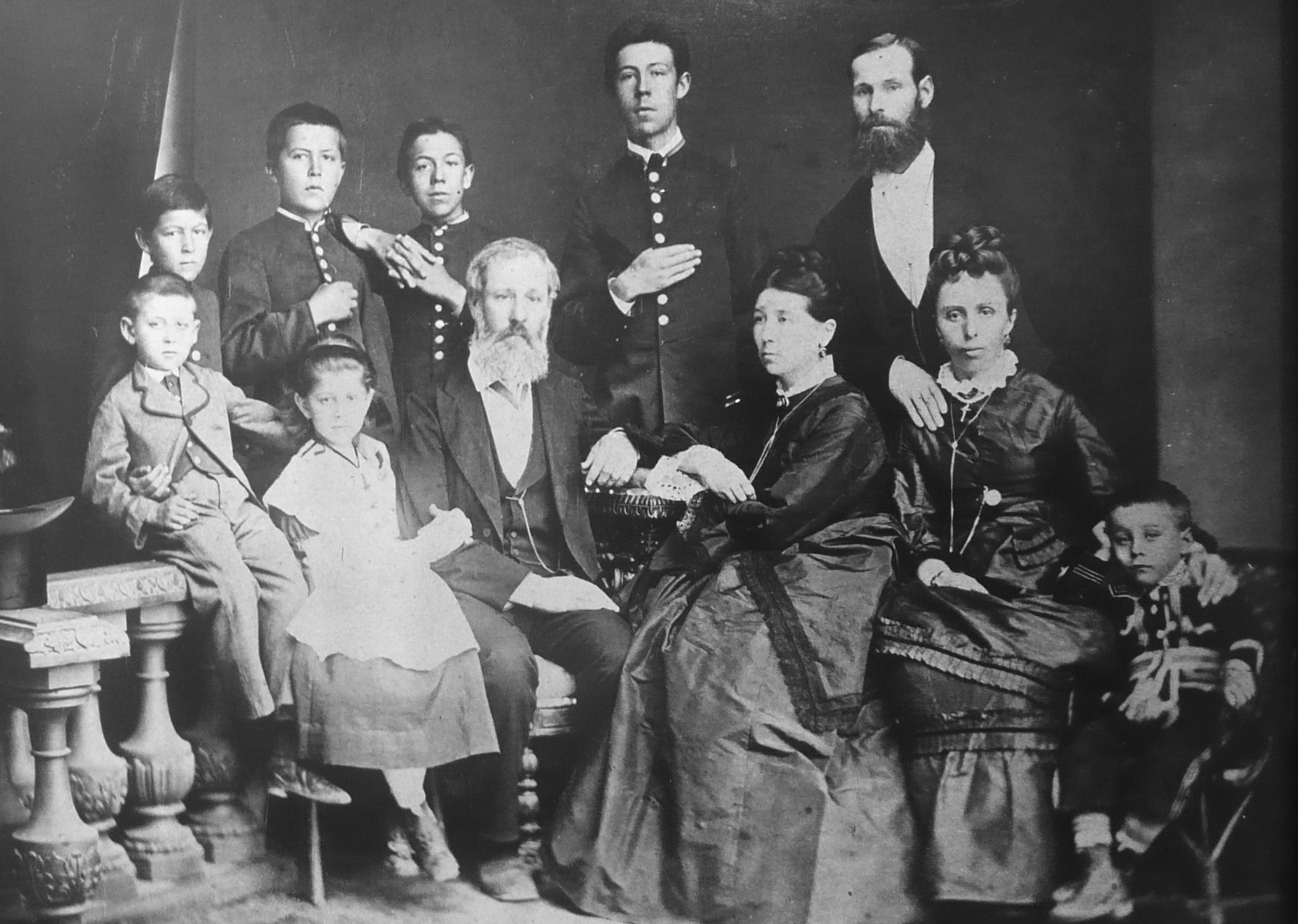
I Čechov nel 1874: Anton è il secondo in piedi a sinistra. A destra, uno zio con la moglie e il figlio.

Del resto, quella era l'unica educazione che Pavel Egorovič conoscesse e probabilmente la riteneva la migliore possibile: «Nostro nonno era stato picchiato dai signori, e l'ultimo dei funzionari poteva fare lo stesso. Nostro padre è stato picchiato da nostro nonno, noi da nostro padre. Che animo, che sangue abbiamo ereditato? […] Il dispotismo e la menzogna hanno guastato a tal punto la nostra infanzia che non posso ripensarvi senza terrore e disgusto».
Nemmeno di Taganrog, sua città natale, e dei suoi abitanti Anton ebbe mai un'opinione favorevole: «Si mangiava male, si beveva acqua inquinata […] In tutta la città non conoscevo un solo uomo onesto» - scrisse nei suoi ricordi - «Sessantamila abitanti si preoccupano soltanto di mangiare, di bere, di riprodursi e non hanno alcun interesse nella vita […] non ci sono né patrioti, né uomini d'affari, né poeti», e la città è «sporca, insignificante, pigra, ignorante e noiosa. Non vi è neppure un'insegna che sia priva di errori d'ortografia. Le vie sono deserte […] la pigrizia è generale».
Questa città aveva goduto di tempi migliori prima che il porto affacciato sul mar d'Azov, fatto costruire da Pietro il Grande, a metà dell'Ottocento si insabbiasse e che gli scali dei trasporti fossero dirottati a Rostov sul Don. A Taganrog si era da tempo stabilita una numerosa colonia di emigrati greci, che si erano dedicati al commercio fino a controllare tutta l'esportazione dei prodotti agricoli.

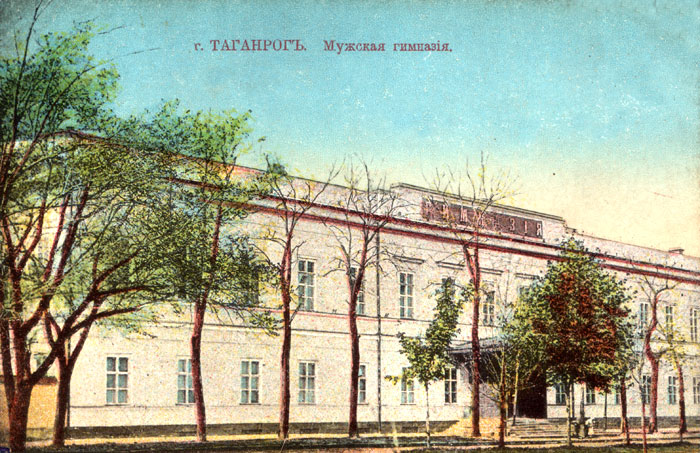
Il ginnasio di Taganrog in una cartolina d'epoca

Il padre era proprietario di una modesta drogheria dove si vendeva di tutto e si mesceva vino e vodka ad avventori che s'intrattenevano nel locale fino a notte inoltrata. Nel 1867 mandò i figli Anton e Nikolaj a studiare proprio nella scuola greca, contando di introdurli un giorno, grazie alla conoscenza di quella lingua e di quegli agiati mercanti, nel facoltoso ambiente del commercio cittadino.
I risultati si rivelarono tuttavia disastrosi per i due ragazzi, che non riuscirono a inserirsi in questa scuola. Era composta di una sola aula nella quale venivano riuniti tutti gli allievi di diverso grado e un unico maestro insegnava tutte le materie in greco, lingua sconosciuta ai due Čechov: perciò l'anno dopo, il 23 agosto 1868, Anton entrò nel ginnasio russo di Taganrog.
La qualità del corpo insegnante era adeguata all'immagine di quel ginnasio, simile a una caserma: l'insegnante di storia usava abitualmente un linguaggio volgare, quello di latino era un confidente della polizia. Čechov si ricorderà di loro nel suo noto racconto L'uomo nell'astuccio: «Siete voi dei professori, dei pedagoghi? No, siete dei miserabili funzionari e il vostro tempio del sapere è un commissariato di polizia; del resto ne ha l'odore». Un'eccezione era rappresentata dall'insegnante di religione, che consigliò ad Anton, avendone notato l'ironia e la disposizione ai racconti umoristici, la lettura di classici della satira, come Molière e Swift, e il moderno Saltykov-Ščedrin. Fu lui a dargli quel soprannome di Cechontè col quale Anton firmò i primi racconti.

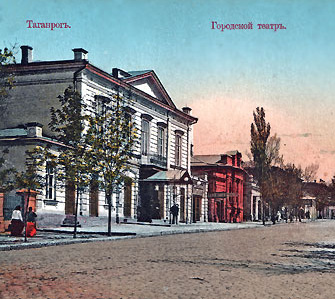
Il teatro di Taganrog, ora intitolato a Čechov

Anche al ginnasio il profitto di Anton era modesto. Del resto, quello dello studio non era il suo impegno esclusivo; spesso doveva aiutare o sostituire il padre nella drogheria; tutte le domeniche e i giorni festivi doveva cantare nel coro della chiesa; il padre gli fece impartire lezioni di francese e poi, per più pratici scopi, lo costrinse a seguire un corso di taglio e cucito. I suoi svaghi consistevano nelle passeggiate in città, nelle corse nel parco, nella pesca alla lenza e, in estate, nella visita al nonno paterno, che veniva raggiunto con un lungo viaggio di due giorni su un lento carro attraverso la sterminata pianura russa fino al villaggio di Kniajaja, nel Donec. Certamente Čechov si avvarrà di queste esperienze quando scriverà La steppa, uno dei suoi racconti più noti.
Nel 1873, poi, ci fu la grande scoperta del teatro. Fu lo spettacolo de La bella Elena di Offenbach a dargli la prima ma definitiva impressione che lo portò a interessarsi all'arte della recitazione e al gusto di una finzione che è anche realtà. Seguirono Amleto e Gogol', Griboedov e il melodramma, la farsa e la commedia, e soprattutto il desiderio di imitare il lavoro degli attori. Con i fratelli e la sorella Marija formò una piccola compagnia che si esibiva in casa di fronte a parenti e amici e, quando non riproduceva le pièces di successo, Anton cominciò a improvvisare i primi canovacci. Seguì per qualche tempo la redazione manoscritta di un giornalino mensile, Il tartaglione, che faceva circolare anche tra i compagni di scuola e dove descriveva con umorismo fatti e scene della vita quotidiana della città.

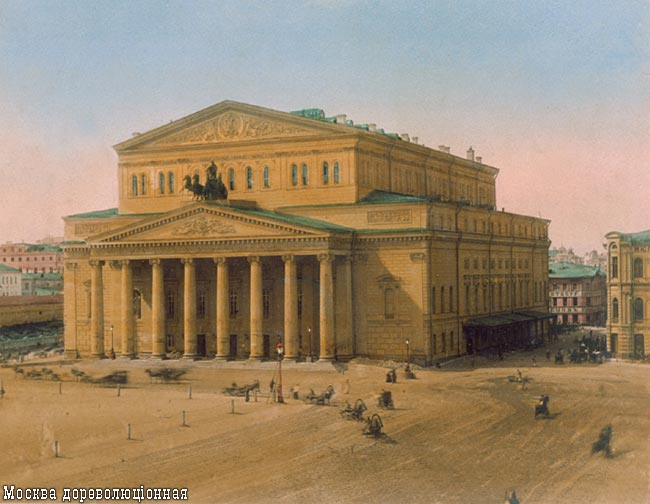
Il teatro Bol'šoj di Mosca

Arrivarono in casa Čechov problemi familiari ed economici: nel 1875 Aleksandr e Nikolaj, stanchi delle prepotenze paterne, lasciarono la famiglia e se ne andarono a Mosca a studiare; Nikolaj la pittura nella scuola di Belle Arti, e Aleksandr lettere all'Università. Gli affari della drogheria andarono sempre peggio, e Pavel Egorovič non fu più in grado di pagare i fornitori; s'indebitò senza poter rimborsare i creditori finché, dichiarato il fallimento, il 3 aprile 1876 si rifugiò a Mosca come clandestino. Per evitare la prigione per debiti, la moglie Evgenja Jakovlevna fu costretta a vendere la casa e il mobilio per saldare i creditori e raggiunse il marito a Mosca con i figli Michail e Marija. Ivan fu accolto da una zia di Taganrog, mentre Anton rimase nella vecchia casa, in quel momento appartenente a un altro proprietario, al nipote del quale egli dava lezioni private in cambio del vitto e dell'alloggio.
Furono anni di miseria, passati nell'attesa di concludere gli studi e di poter raggiungere a Mosca la famiglia, la quale, da parte sua, non se la passava meglio; in cinque in una stanza ammobiliata, vivevano del lavoro saltuario del padre e della confezione di scialli di lana della giovane Marija. A Taganrog, Anton passava molte ore nella modesta biblioteca pubblica, inaugurata recentemente; ai moderni scrittori russi e alla filosofia di Schopenhauer egli aggiungeva la lettura delle riviste umoristiche. Letture affastellate, e tuttavia necessarie alla formazione del futuro scrittore.

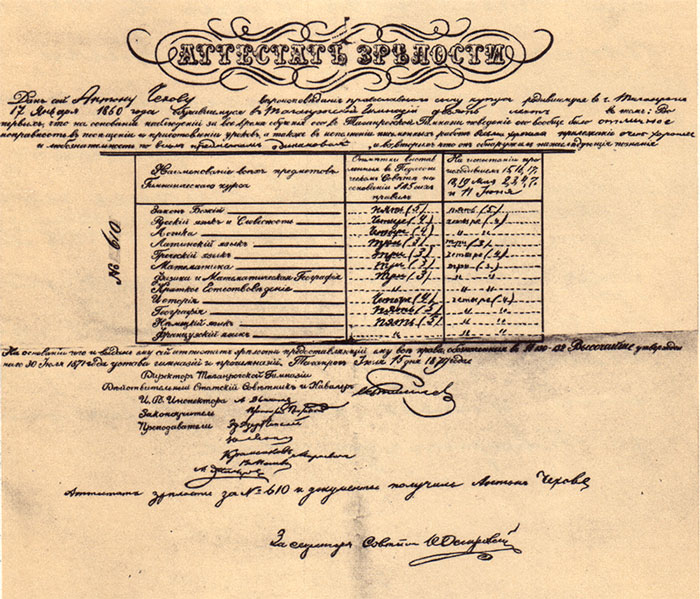
Il diploma ginnasiale di Čechov

Un viaggio a Mosca, nella Pasqua del 1877, gli mise sotto gli occhi il decadimento e l'avvilimento della famiglia ma, giovane com'era, a colpirlo maggiormente fu la grandezza e la vivacità della città: «Mi sono recato recentemente al teatro di Taganrog e l'ho paragonato a quello di Mosca. Che enorme differenza! Se riuscirò a terminare gli studi ginnasiali, correrò subito a Mosca. Amo talmente questa città!» Intanto aveva già cominciato a scrivere sperando, ma invano, in una pubblicazione; una sua commedia fu giudicata promettente; sentiva di avere la stoffa dello scrittore ma anche una completa mancanza di esperienza.
Vennero finalmente i giorni degli esami finali per il conseguimento del diploma ginnasiale; il componimento di russo era dedicato alla scottante attualità politica: «Non c'è calamità peggiore dell'anarchia». Anton se la cavò bene in tutte le materie e nel giugno del 1879 poteva mostrare con orgoglio il suo diploma: «Condotta: eccellente; precisione: benissimo; applicazione: benissimo; zelo nei lavori scritti: benissimo».
Si può immaginare con quanta impazienza il giovane Čechov trascorresse le ultime settimane a Taganrog; finalmente, ottenuta una borsa di studio di 25 rubli per frequentare la facoltà di medicina, il 6 agosto 1879 saliva con due amici sul treno che l'avrebbe portato a Mosca: la sua ville lumière, la città delle promesse e del successo.

### A Mosca

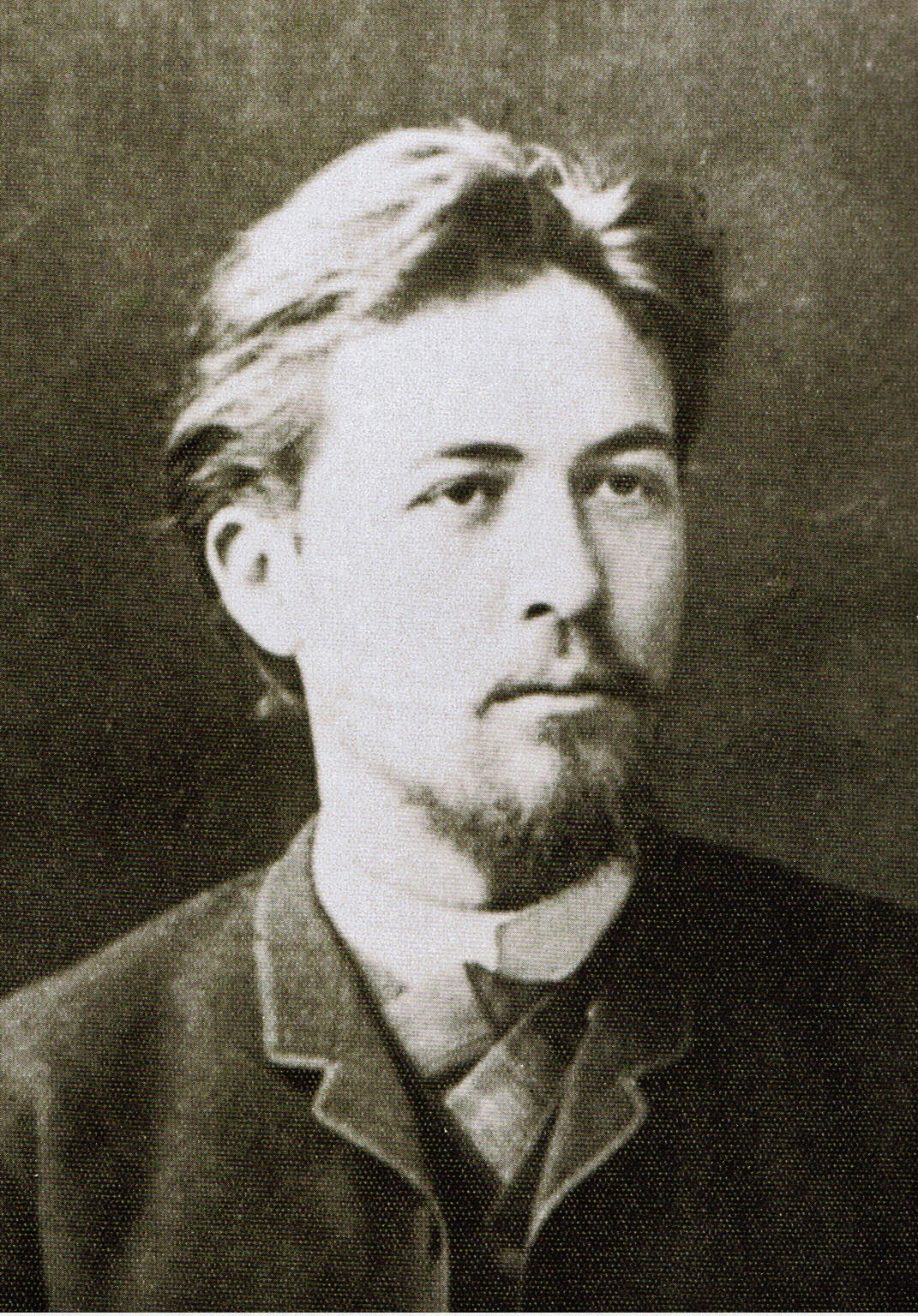
Anton Čechov

La sua famiglia viveva allora nello scantinato di un palazzo, in una via malfamata; tre pensionanti portavano un magro sollievo all'economia di quel gruppo di dieci persone che viveva dei trenta rubli mensili del padre operaio e della rara vendita di qualche quadro di Nikolaj, il pittore che, pur non privo di talento, annegava nell'alcol l'amarezza di una vita familiare degradata e la delusione della mancata realizzazione delle sue speranze d'artista. Il contributo della borsa di studio di Anton permise alla famiglia di trasferirsi in un appartamento più decoroso e di mandare a scuola i fratelli minori Ivan, Michail e Marija.
Impegnato nella frequenza universitaria, Anton non si unì mai ai circoli rivoluzionari studenteschi, molto attivi in quel periodo, in cui i populisti credevano di poter rovesciare lo zarismo con una serie di attentati; al riguardo Čechov mantenne sempre un assoluto riserbo. Seguendo i suoi personali interessi e avendo ben presente la necessità di guadagnare, dedicava il tempo solo allo studio e alla scrittura di brevi racconti che inviava alle redazioni delle riviste umoristiche di Mosca; finalmente, dopo diversi rifiuti, il settimanale «La libellula» gli pubblicò nel marzo 1880 La lettera del possidente del Don Stepan Vladimirovič al dotto vicino dottor Fridrich, firmato semplicemente con un'anonima «V.». Una grande torta comparve sulla tavola dei Čechov a festeggiare il felice esordio letterario.
Fu l'inizio di una produzione crescente: la vena comica scorreva facilmente e nel giro di tre anni Čechov pubblicò più di cento racconti e un romanzo, L'inutile vittoria, comparso a puntate ne «La sveglia». Fu scritto imitando lo stile di Mór Jókai, scrittore ungherese allora molto popolare anche in Russia. Continuò a firmare i suoi lavori con vari pseudonimi, spesso con quello di Antoša Čechonté, soprannome datogli dal vecchio professore di ginnasio. Non scriveva soltanto racconti: ne «Lo spettatore» pubblicava anche recensioni teatrali. In una di queste, scritta alla fine del 1881, si permise di criticare la famosa Sarah Bernhardt, che aveva visto recitare La signora dalle camelie e Adriana Lecouvreur al teatro Bol'šoj: «Vi sono momenti in cui, vedendola recitare, ne siamo commossi quasi fino alle lacrime. Le lacrime però non scendono, giacché tutto l'incantesimo è cancellato dall'artificio».

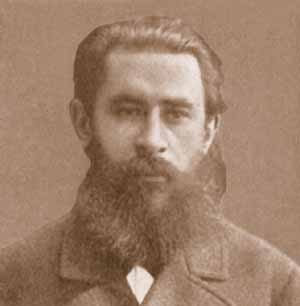
Lo scrittore Nikolaj Lejkin

Quell'anno scrisse anche il suo primo dramma d'impegno, che egli riteneva importante, ma che gli fu rifiutato; allora egli, deluso, l'abbandonò. Dopo la morte il testo fu ritrovato nel 1920 tra le sue carte e dal 1923 fu rappresentato con vari titoli (in Italia si impose quello di Platonov). È un'opera confusa che tuttavia già contiene i temi dei maggiori drammi successivi: la vita di campagna, la noia, l'incapacità di vivere e di avere rapporti umani equilibrati, l'egoismo.

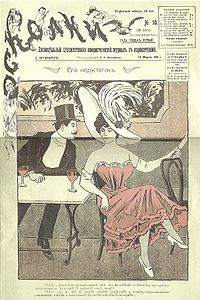
La rivista Oskolki

Nell'ottobre del 1882 Čechov fu avvicinato dallo scrittore Nikolaj Lejkin, direttore di Oskolki (Осколки), una famosa rivista umoristica di San Pietroburgo; Lejkin cercava giovani collaboratori e l'accordo fu subito concluso: avrebbe ricevuto otto copechi per ogni riga dei suoi racconti, che dovevano essere brevi, vivaci, divertenti e non dare problemi con la censura. Čechov avrebbe tenuto anche una regolare rubrica di cronaca, i Frammenti di vita moscovita, e il fratello Nikolaj li avrebbe illustrati. Fu così che su quell'importante rivista a diffusione nazionale il 20 novembre 1882 apparve il suo primo racconto, naturalmente firmato Čechonté.
Il compenso era eccellente, ma l'impegno di scrivere a scadenza racconti umoristici in un numero prefissato di righe era molto oneroso: «È arduo andare a caccia dell'umorismo. Vi sono giorni in cui si va alla ricerca delle facezie e se ne creano alcune di una banalità nauseante. Allora, volente o nolente, si passa nel campo della serietà». Fu così che ogni tanto gli fu permesso di scrivere racconti con un registro serio o malinconico.
Era ormai conosciuto e apprezzato, ma non del tutto soddisfatto della sua professione. In quegli anni Čechov sosteneva di non considerarsi propriamente uno scrittore, ma piuttosto un giornalista, e solo provvisoriamente: «Sono giornalista perché ho scritto molto, ma non morirò giornalista. Se continuerò a scrivere, lo farò da lontano, nascosto in una nicchia […] Mi immergerò nella medicina; è la mia unica possibilità di salvezza, benché non abbia ancora fiducia in me come medico».

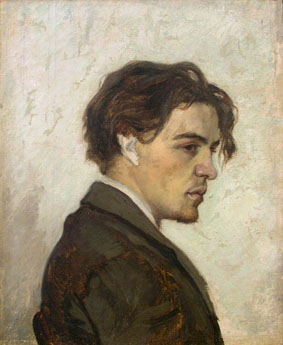
Nikolaj Čechov: il giovane Anton Čechov

Sta di fatto che nel 1884 raccolse in un volume le sue novelle migliori e le pubblicò a proprie spese con il titolo Fiabe di Melpomene (Skazki Mel'pomeny), che però, forse anche per il titolo ingannevole, venne ignorato dalla critica. Per il Nostro, la pubblicazione fu un segnale positivo della sua maturazione e della propria affermazione come scrittore: «Ciò che gli scrittori di nobili origini ricevono gratuitamente, per diritti di nascita, gli scrittori plebei lo devono acquistare a prezzo della giovinezza». Il figlio del droghiere si consolò a giugno con il conseguimento della laurea in medicina; quell'estate esercitò la professione nell'ospedale di Čikino, presso Voskresensk, dove il fratello Ivan viveva e insegnava, poi a settembre tornò a esercitare nella casa di famiglia, dove ricavò il suo studio, pur continuando a mandare racconti a San Pietroburgo. A dicembre, per la prima volta, ebbe degli episodi di emottisi: era la tubercolosi, ma Čechov, per il momento, preferì pensare o far credere che si trattasse di altro.
La povertà dell'adolescenza era ormai lontana, e Anton, divenuto di fatto il capo della famiglia, poteva permettersi di mantenerla senza sopportare nessuna privazione personale: «Ho molti amici e di conseguenza molti clienti. Una metà li curo gratis, l'altra metà mi paga cinque o tre rubli a visita. Ovviamente non sono ancora riuscito ad accumulare un capitale e non l'accumulerò tanto presto, ma vivo in maniera piacevole e non mi manca nulla. Se camperò e starò bene, il futuro dei miei è assicurato». In effetti, poteva considerarsi un benestante: abitava in una casa ben ammobiliata, aveva due domestiche e la sera intratteneva gli amici al pianoforte. Nella primavera del 1885 si permise anche il lusso, impensabile fino a un paio d'anni prima, di affittare una villa interamente arredata a Babkino, nella campagna di Mosca, che si stendeva su un amplissimo parco all'inglese, e vi passò quattro mesi con tutta la famiglia. Tornati in città, in autunno un nuovo trasloco portò i Čechov ad abitare nel comodo appartamento di un tranquillo quartiere di Mosca.

### La fama letteraria

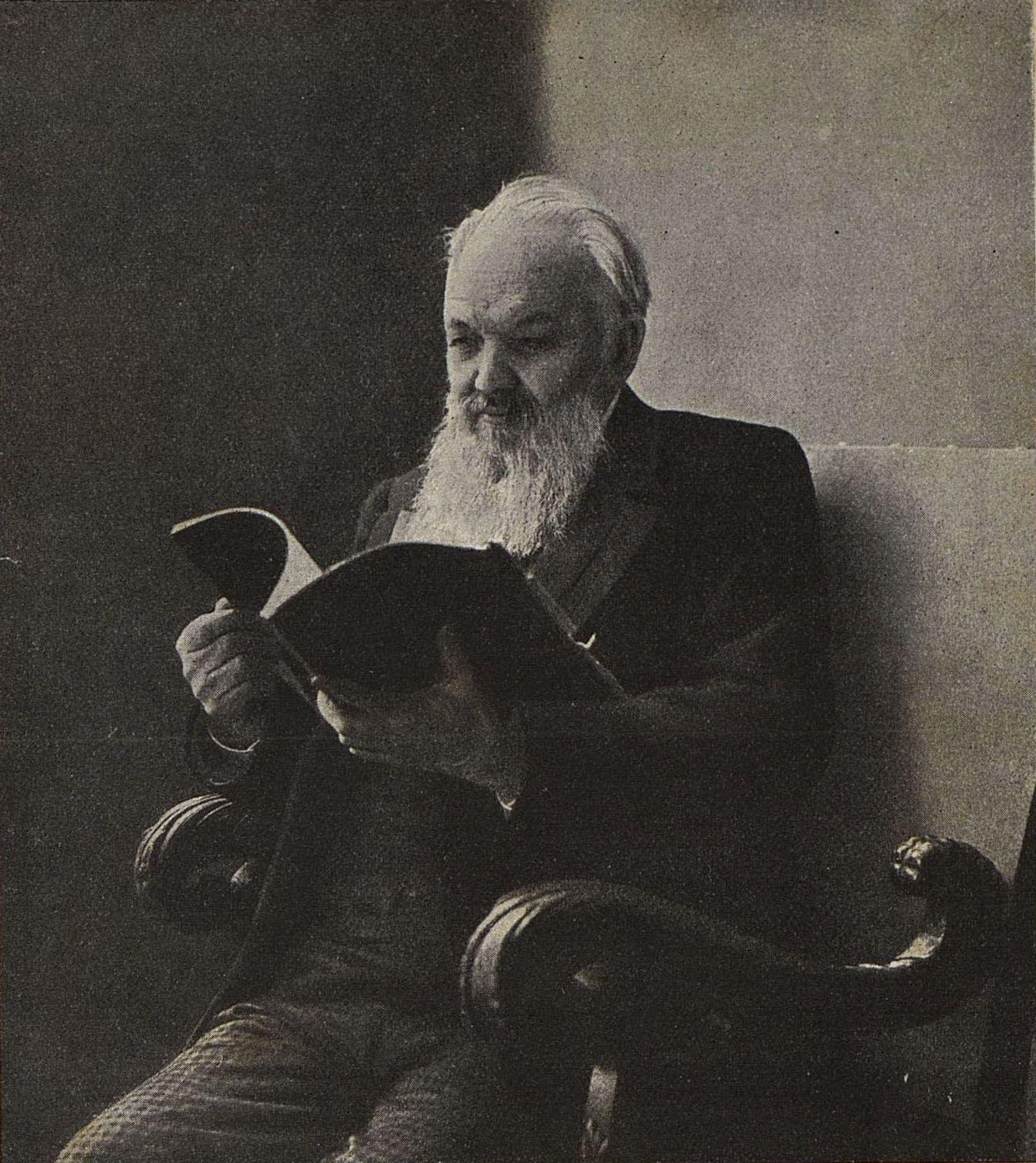
L'editore Aleksej Suvorin

Il 10 dicembre 1885 Čechov fu invitato da Lejkin a Pietroburgo, la capitale politica e culturale della Russia; fu ricevuto con gli onori che si riservano agli scrittori di grido e fu presentato ad Aleksej Suvorin, ricchissimo editore, fondatore e direttore del più importante quotidiano russo di quel tempo, «Novoe Vremja» (Новое время, Tempo nuovo), il quale gli propose di collaborare al suo giornale. Suvorin, scrittore di nessun rilievo, già liberale, si era convertito all'autocrazia divenendo il più convinto sostenitore del governo e uno degli uomini più odiati dall'intelligencija liberale e rivoluzionaria russa.
Per un giornalista sarebbe stata già una consacrazione collaborare al miglior giornale di tutta la Russia; la consacrazione letteraria, per quanto non pubblica, gli venne da una lettera inviatagli qualche mese dopo dal grande Dmitrij Grigorovič, scrittore ma soprattutto massima autorità dell'epoca nel campo della critica letteraria: «Avete un talento vero, un vero talento che vi pone molto al di sopra degli scrittori della vostra generazione […] se parlo del vostro talento, lo faccio per convinzione personale. Ho più di sessantacinque anni, ma continuo a provare un tale amore per la letteratura e ne sorveglio i progressi con tale ardore, mi rallegro talmente se scopro qualcosa di nuovo e di ispirato che, come vedete, non posso trattenermi e vi tendo entrambe le mani».

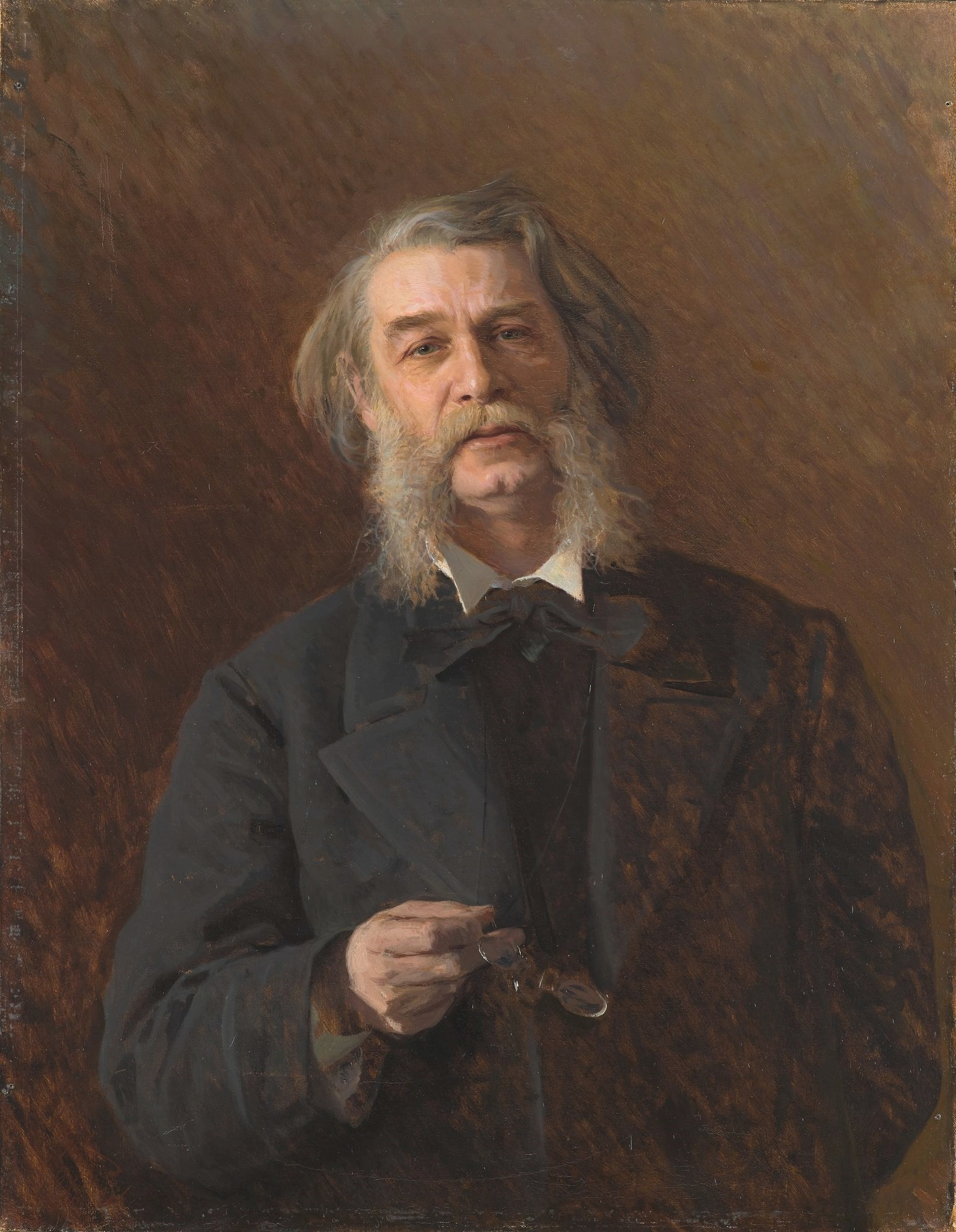
Ivan Kramskoj: Dmitrij Grigorovič

Gli dava anche un prezioso consiglio: «Smettete di scrivere troppo in fretta. Non conosco la vostra situazione economica. Se non fosse buona, meglio sarebbe per voi patire la fame, come avvenne a suo tempo nel nostro caso, e tenere in serbo le impressioni per un lavoro maturo, compiuto […] Un'unica opera scritta in tali condizioni avrà un valore mille volte superiore a un centinaio di novelle, anche buone, sparpagliate su diversi giornali».
Naturalmente Čechov rispose subito: «La vostra lettera, mio buono e amatissimo nunzio di gioia, mi ha colpito come il fulmine. Ne ho quasi pianto […] Nei cinque anni che ho trascorso vagabondando da un giornale all'altro sono stato contagiato dai giudizi sull'inconsistenza dei miei scritti e mi sono abituato a considerare il mio lavoro con disdegno […] Questo è un primo motivo. Un secondo è che sono medico, immerso quasi completamente nella medicina. Non rammento un solo racconto su cui abbia lavorato più di un giorno […]». Dopo aver letto la lettera di Grigorovič, Čechov rivelava di avere «bruscamente sentito l'assoluta necessità di uscire dal solco nel quale mi sono impantanato» e concludeva: «Ho soltanto ventisei anni. Forse riuscirò a concludere qualcosa di buono, anche se il tempo corre veloce».

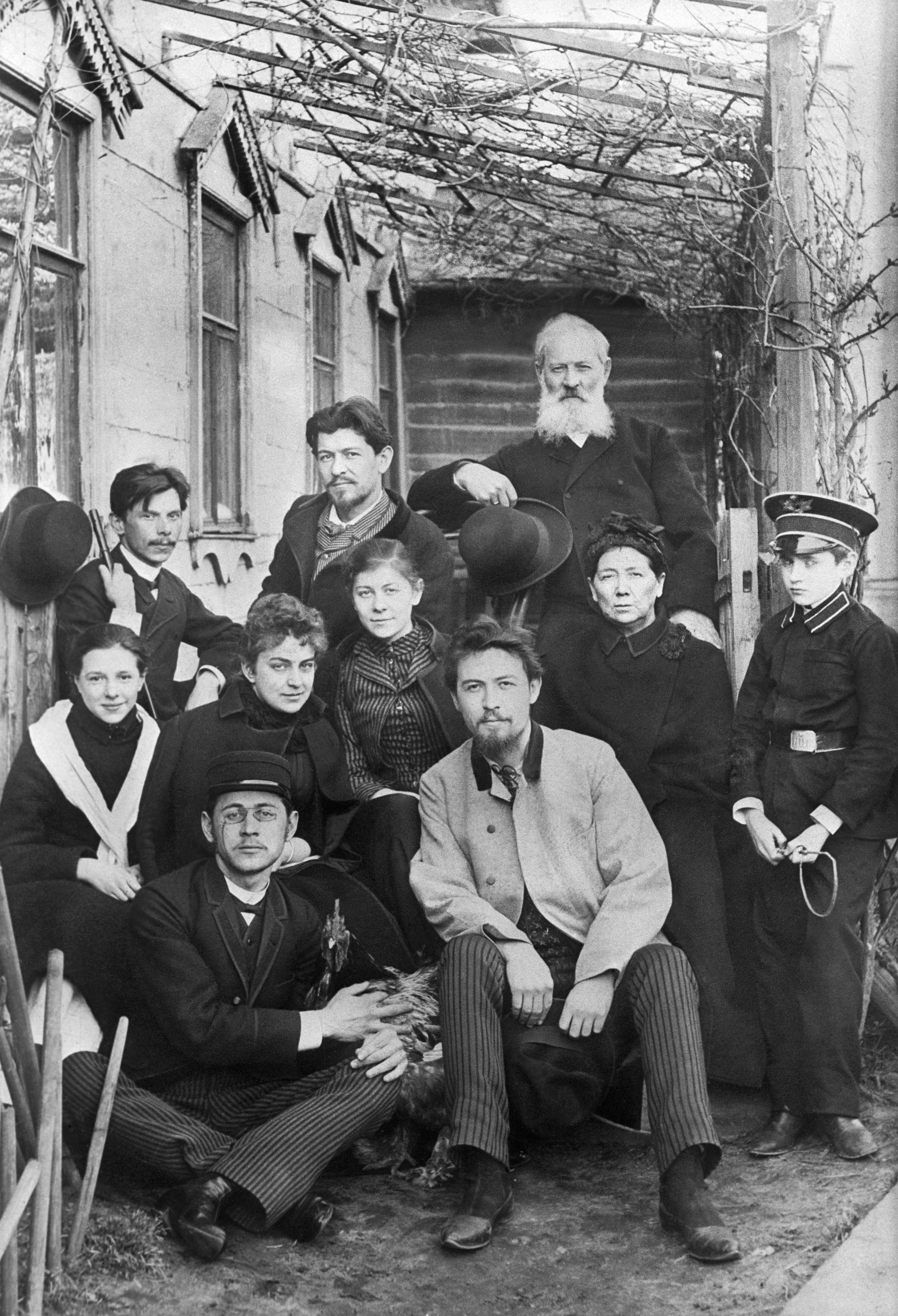
Familiari e amici di Čechov

In estate apparve la sua nuova raccolta, i Racconti variopinti che dai critici, non però da Grigorovič, ebbe un'accoglienza negativa, e fece un nuovo trasloco, questa volta affittando un'intera casa di due piani di via Sadovaja-Kudrinskaja, quasi nel centro di Mosca. Oltre ad accogliere comodamente i famigliari, vi teneva lo studio medico, lo scrittoio e nel salotto riceveva, come sempre, estimatori e amici, tra i quali erano gli scrittori Vladimir Korolenko, Fëdor Popudoglo, Aleksej Sergeenko e Marija Kiselëva con il marito, e il pittore Levitan, che s'innamorò, non ricambiato, di Marija Čechova.
Nel marzo del 1887 Suvorin decise di pubblicargli una nuova raccolta di novelle - intitolata Nel crepuscolo, che ebbe un buon successo di critica e di pubblico - e gli offrì un largo anticipo sui futuri racconti. Čechov ne approfittò subito per realizzare il desiderio al quale da tempo pensava: rivedere la città natale. Ambientato ormai a Mosca e anche a Pietroburgo, Taganrog fu una grave delusione: quella sporcizia e quell'aria di provincia desolata gli furono insopportabili. Si rifece nel viaggio di ritorno, passando per la steppa immensa e malinconica, assaporò nuove sensazioni assistendo per due giorni a Novočerkassk a una festa di cosacchi, o partecipando alla festa religiosa del vicino monastero del Monte Santo. Scrisse a Lejkin: «Ho accumulato una massa d'impressioni e di materiale, non rimpiango di aver perso un mese e mezzo per questo viaggio».

#### Ivanov
Fëdor Korš, il proprietario dell'omonimo teatro moscovita, gli aveva chiesto una pièce; dopo mesi di esitazioni, in ottobre Čechov si mise al lavoro e dopo pochi giorni poteva scrivere al fratello Aleksandr: «Ho scritto la pièce senza accorgermene […] mi ha portato via quindici giorni o, più esattamente, dieci giorni […] L'intreccio è complicato ma non sciocco. Termino ogni atto come sono solito fare nelle novelle; tutti gli atti si snodano dolcemente, tranquillamente, ma alla fine colpisco in faccia lo spettatore. Ho concentrato la mia energia su alcuni momenti veramente forti e memorabili; in compenso, i passaggi che uniscono tra loro le varie scene sono insignificanti, fiacchi e banali. Comunque, sono contento; anche se la pièce non fosse buona, ho creato un personaggio che ha valore letterario».

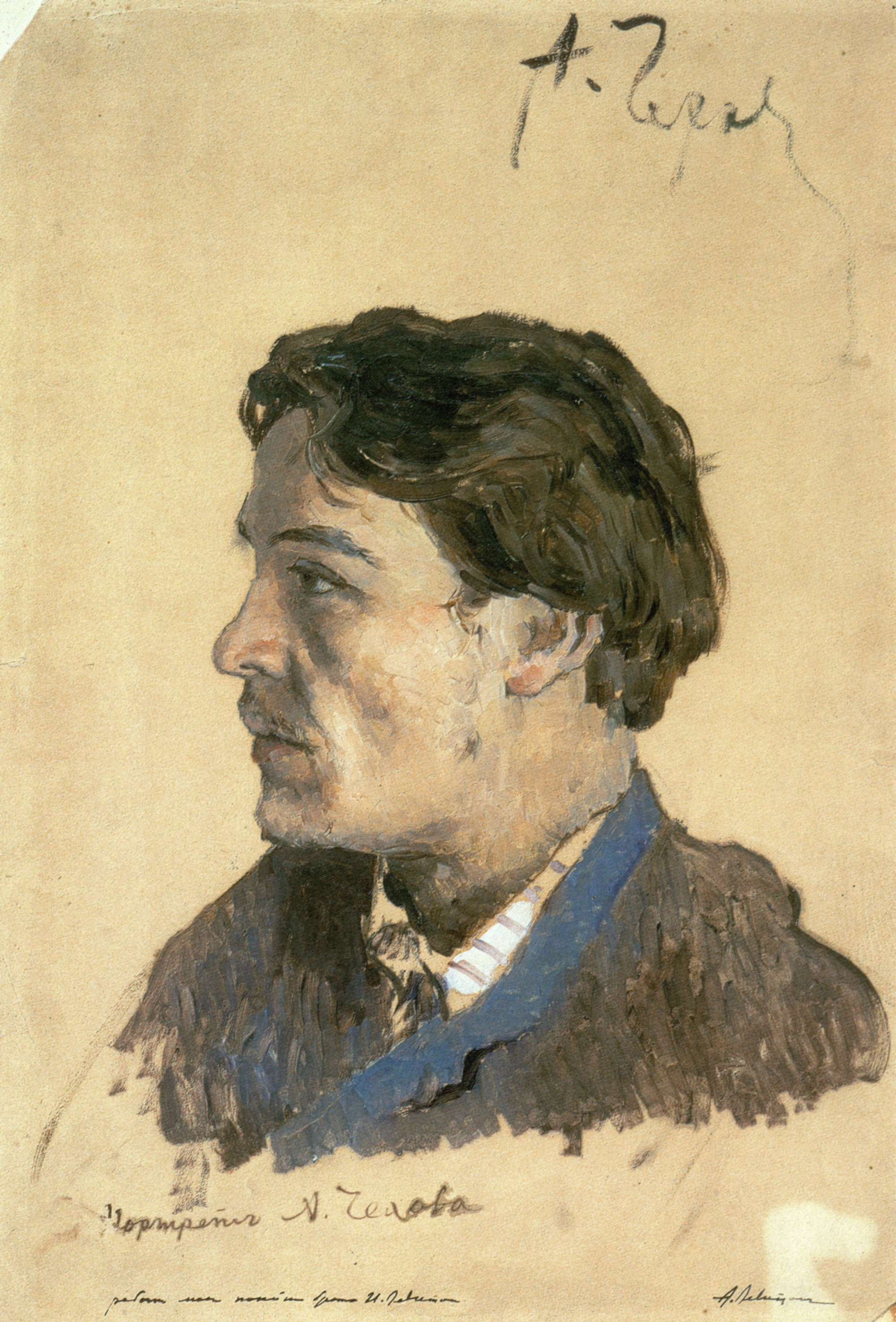
Isaac Levitan: Anton Čechov

Questo personaggio è Ivanov, un proprietario terriero trentacinquenne, intelligente, colto e gentile, che finisce con l'essere invaso da una profonda malinconia: la moglie Anna, senza saperlo, è gravemente malata, la sua proprietà va in rovina, i debiti si accumulano. La giovane Saša, innamorata di lui, cerca di risollevarlo dall'abulia nella quale è sprofondato. Durante un violento litigio, Ivanov rivela alla moglie che ella ha una malattia mortale. Morta Anna, Ivanov accetta di sposare Saša, ma quando il medico L'vov, sfidandolo a duello, lo accusa pubblicamente di viltà e di aver provocato la morte della moglie, Ivanov si uccide.
Ivanov è in realtà un'anima generosa, un intellettuale che aveva creduto nella possibilità del progresso e si era interessato ai problemi degli altri, creando un'azienda modello e scuole per i contadini, ma alla fine sembra essersi reso conto che la Russia non era cambiata, l'oppressione politica e il degrado sociale erano rimasti quelle di sempre ed egli aveva gettato via inutilmente, con le sue sostanze, anche le sue illusioni; di qui la sua depressione e il senso dell'inutilità del vivere.
La prima del dramma non ebbe successo. Già durante le prove Čechov si era convinto che «gli attori non capiscono niente, accumulano sciocchezze su sciocchezze, hanno parti non adatte a loro», e alla rappresentazione del 19 novembre, durante il quarto atto, alcuni attori recitarono visibilmente ubriachi. Il critico de «Il foglio moscovita» definì l'opera «una sciocchezza insolentemente cinica, immorale e odiosa», quello del «Notiziario di Mosca» rimarcò i «parecchi errori dovuti all'inesperienza e all'ingenuità dell'autore».
Čechov si rifarà poco più di un anno dopo, il 31 gennaio 1889: l'Ivanov, presentato con qualche rimaneggiamento al teatro Aleksandrinskij di Pietroburgo, ottenne un clamoroso successo di critica e di pubblico che si mantenne inalterato nel tempo. Lo scrittore si era già recato a Pietroburgo all'indomani della caduta del suo dramma, come a sollevarsi dalla delusione nei circoli intellettuali della capitale, dove era stato accolto con ogni onore, aveva rivisto gli amici Leont'ev-Ščeglov e Korolenko, e conosciuto autorevoli personalità, come il vecchio poeta Pleščeev e il pittore Il'ja Repin.

#### La steppa

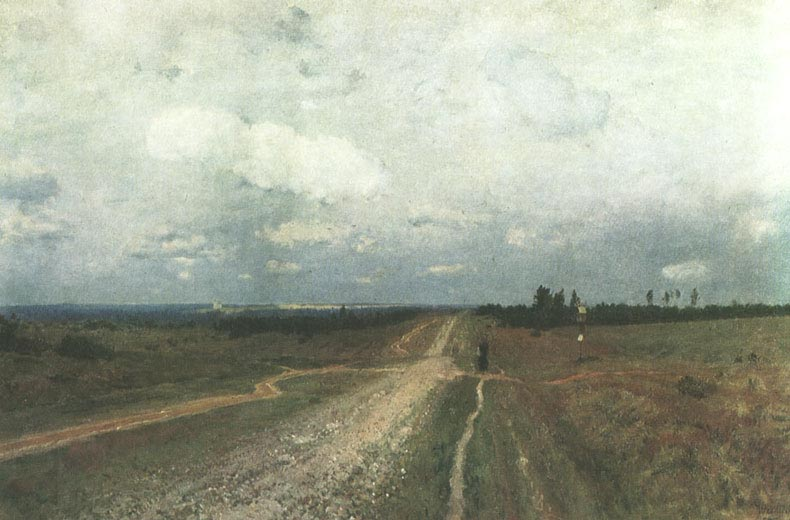
Isaac Levitan: Vladimirka, strada della steppa russa

Tornò a Mosca deciso a scrivere finalmente un racconto lungo e meditato, senza i soliti limiti impostigli dalle riviste, senza necessità di divertire a tutti i costi, senza una trama che prevedesse quei colpi di scena che tanto piacevano ai suoi lettori abituali, e che contenesse sensazioni proprie e immagini di luoghi da lui veduti ed amati. La novità stessa dell'impresa lo riempiva di dubbi: «Non essendo abituato a redigere un lungo testo, temo di dire il superfluo» - scriveva a Korolenko il 9 gennaio 1888 - e a Leont'ev confessava che «mi fa impazzire il fatto che nel mio racconto non vi è nulla di romanzesco». Dopo un mese La steppa era terminata: «Ho consumato molta linfa, molta energia e molto fosforo: ho lavorato con fatica e con tensione, estirpando tutto da me […] è il mio capolavoro, non sono in grado di fare di meglio».
Pubblicato nel numero di marzo de «Il messaggero del Nord», il racconto fu accolto da unanimi elogi. Čechov fu paragonato a Gogol' e a Tolstoj, e non solo gli amici, ma anche scrittori che non facevano parte del suo circolo di conoscenze come Leskov, Saltykov-Ščedrin e Garšin parlarono di artista geniale e di capolavoro; al successo presso i lettori, dalla rivista si aggiunsero per Čechov mille rubli, un compenso da lui mai percepito in precedenza.
Il 13 marzo Čechov era a Pietroburgo, a godersi il successo, ospite per una settimana in casa di Suvorin, poi a maggio partì per Luka, villaggio ucraino sulle rive del fiume Psel, dove aveva affittato una villa. Di qui, in luglio raggiunse la Crimea, soggiornando nella villa che Suvorin possedeva a Feodosia, in faccia al mar Nero. Scrisse alla sorella Marija: «Non ho scritto una riga e non ho guadagnato un copeco. Se la mia ignobile pigrizia continuerà per una o due settimane, non avrò più un soldo». Invece passò tutto l'agosto nuovamente in Ucraina e tornò a Mosca soltanto in settembre, dove ebbe un nuovo attacco di tisi.

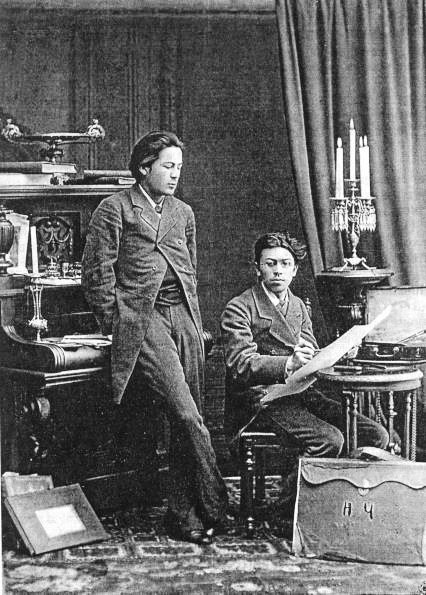
Anton e Nikolaj Čechov

Un riconoscimento ufficiale gli pervenne il mese dopo, il 7 ottobre, con l'assegnazione del premio «Pučkin» per la letteratura conferitogli dall'Accademia delle Scienze di San Pietroburgo. Certamente, un ruolo decisivo per l'ottenimento del premio ebbe l'amico Grigorovič, membro dell'Accademia, che Čechov ringraziò, informandolo del proprio lavoro e della sua posizione di scrittore: «Continuo a non avere un punto di vista politico, religioso e filosofico ben definito. Cambio ogni mese, per cui sono costretto a limitarmi a raccontare come i miei eroi si amano, si sposano, mettono al mondo dei figli, parlano e muoiono». Mentre prometteva un nuovo romanzo, lavorava per il teatro, scrivendo due scherzi, L'orso e La domanda di matrimonio, e rivedeva l'Ivanov, per ripresentarlo con grande successo a Pietroburgo.
Quei mesi ricchi di soddisfazioni furono turbati dalla scoperta che anche il fratello Nikolaj era affetto dalla tubercolosi, malattia ormai giunta a uno stadio molto avanzato. Nel marzo del 1889 Anton lo portò con sé nella villa di Luka. Quando in giugno anche il fratello Aleksandr arrivò in Ucraina per assisterlo, Anton si sentì libero di prendersi una vacanza in Poltava: qui lo raggiunse la notizia della morte di Nikolaj. Dopo i funerali, Čechov partì per la Crimea. Si fermò dieci giorni con una compagnia di attori a Odessa, poi si trasferì a Jalta: «La coscienza mi rimorde. Trovo un poco di vergogna a comportarmi da sibarita mentre a casa tutto va male», scrisse a Pleščeev.

#### Una storia noiosa

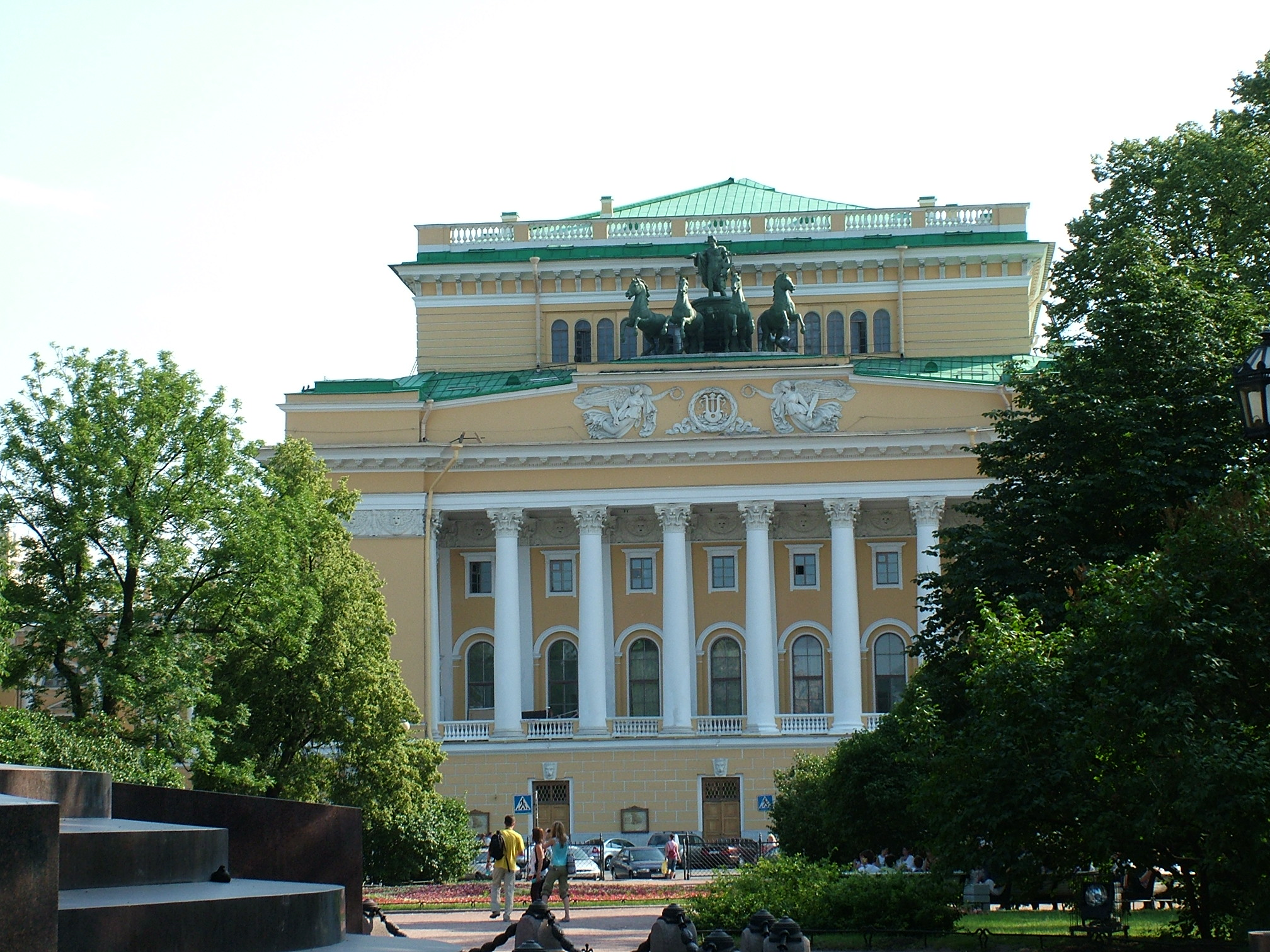
Pietroburgo: il teatro Aleksandrinskij

A Jalta aveva tuttavia iniziato un nuovo lungo racconto che terminò a Mosca verso la metà di settembre. Una storia noiosa è il bilancio della propria vita fatta da un anziano e stimato professore; egli conclude che tutta la sua esistenza, apparentemente di successo, è stata priva di senso e si allontana dalla sua casa per andarsene a morire in una stanza d'albergo.
Čechov si attendeva una stroncatura e si preoccupò di precisare a Suvorin che le idee del protagonista non erano le proprie, ma la critica ufficiale vide nella dichiarazione di fallimento del protagonista una larvata critica al regime e una professione di materialismo - il protagonista, come Čechov, non è un credente - la mise a paragone con La morte di Ivan Il'ič di Tolstoj e condannò l'opera che, al contrario, fu lodata dal capofila della critica d'opposizione Nikolaj Michajlovski e dall'amico Pleščeev: «Non avevate mai creato qualcosa di forte e di profondo come quest'opera».
Un altro scacco per Čechov fu il rifiuto, da parte del teatro Aleksandrinskij di Pietroburgo, di mettere in scena la sua nuova commedia Lo spirito della foresta, motivato dalla carenza in esso di effetti drammatici: una grave decisione, che equivaleva ad affermare che Čechov non sapeva scrivere per il teatro. Forse non era estranea alla decisione presa dal teatro la voce secondo la quale uno dei personaggi della pièce sarebbe stato una caricatura del suo editore Aleksej Suvorin, voce che Čechov si affrettò a smentire. Lo scrittore riuscì a far rappresentare, il 27 dicembre 1889, la sua commedia al teatro Abramova di Mosca, ma fu un completo insuccesso.
Quello stesso giorno Čechov si era sfogato con Suvorin, prendendosela con gli intellettuali russi: «Questa nobile, apatica, fredda Intelligencija che filosofeggia con indolenza […] che manca di patriottismo, che è depressa e spenta, che si ubriaca con un bicchierino, che frequenta i bordelli da cinquanta copechi, che mugugna e nega volentieri ogni cosa […] che non si sposa e si rifiuta di allevare figli […] animi languidi, muscoli flaccidi». E forse per dimostrare che egli non era uomo di tal fatta, decise di partire per l'isola fredda e desolata di Sachalin, luogo di deportazione di detenuti politici e comuni russi.

#### Nell'isola di Sachalin

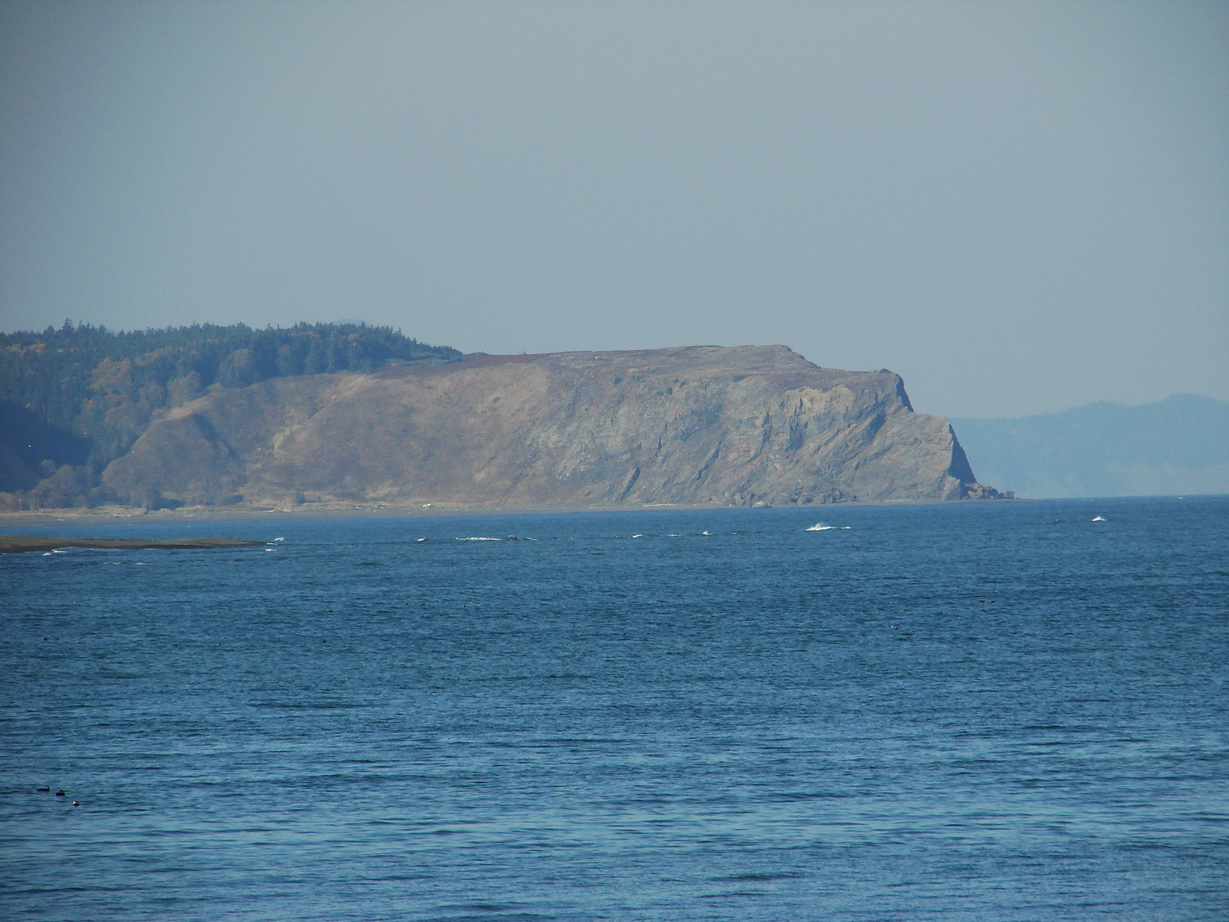
L'isola di Sachalin sul Pacifico

Si trattava di attraversare tutta la Siberia fino a raggiungere l'Oceano Pacifico, e l'imprevista decisione dello scrittore suscitò tra i conoscenti disapprovazione e illazioni. Si pensò anche a una fuga provocata da una delusione amorosa, per quanto a Čechov non fossero mai state attribuite relazioni. I motivi furono scritti a Suvorin dallo stesso Čechov: «Voglio unicamente scrivere cento o duecento pagine e pagare in tal modo una minima parte del debito contratto nei confronti della medicina che io ho trattato, come sapete, da mascalzone […] Sachalin è l'unico luogo in cui sia possibile studiare una colonizzazione compiuta da criminali […] è un inammissibile luogo di sofferenze […] l'intera Europa colta sa chi sono i responsabili: non i carcerieri, ma ognuno di noi». Le sue impressioni sul viaggio e sulla vita dei deportati sarebbero state pubblicate sul «Tempo nuovo» e Suvorin gli anticipò le spese.
Si documentò e da Pietroburgo si fece rilasciare le preventive autorizzazioni a essere ospitato nel lager di Sachalin: gli fu imposto solo il divieto di avvicinare i prigionieri politici. Prima di partire dovette rispondere a un violento attacco portatogli da Pëtr Lavrov, rivoluzionario russo emigrato in Francia e teorico della Narodnaja Volja, che sulle colonne de «Il pensiero russo» lo accusò di essere un uomo «senza principi», connivente con il regime zarista.

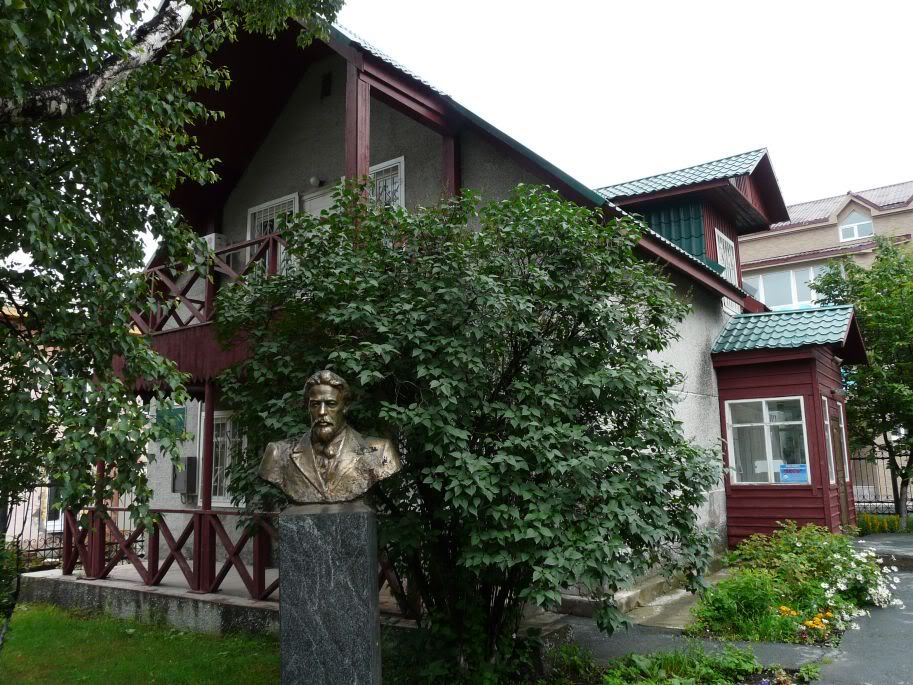
Casa-museo di Čechov a Sachalin

Il lunghissimo viaggio di 11 000 chilometri ebbe inizio il 21 aprile 1890 in treno da Mosca per Jaroslavl', da dove raggiunse Perm' in battello; preso il treno per Tjumen', raggiunse in carrozza il lago Bajkal, che attraversò in battello. Da Sretensk l'11 luglio raggiunse finalmente Aleksandrovsk, il capoluogo dell'isola di Sachalin.
I deportati lavoravano nelle miniere di carbone incatenati ai carrelli, giornaliere le punizioni di novanta frustate, le donne, sia quelle libere che avevano raggiunto i mariti condannati, sia le stesse forzate, si prostituivano con i carcerieri e i deportati, nascevano figli da chissà quale padre. Ripartì per nave il 13 ottobre e il 1º dicembre sbarcava a Odessa.
Il frutto di questo soggiorno nell'isola dei forzati si farà attendere a lungo, perché Čechov vi lavorò a tratti e di malavoglia. Ne venne fuori una relazione fredda e arida che non inquietò il governo e che nulla aveva a che fare, come qualcuno aveva sperato, con le dostoevskiane Memorie di una casa dei morti. Dalla fine del 1893 L'isola di Sachalin fu pubblicata a puntate su «Il pensiero russo» - non a caso una rivista liberaleggiante - nell'indifferenza generale e dello stesso Čechov: «Ho pagato il mio tributo all'erudizione e sono lieto che la ruvida veste da forzato sia appesa nel mio guardaroba letterario. Che vi rimanga!»

### In campagna

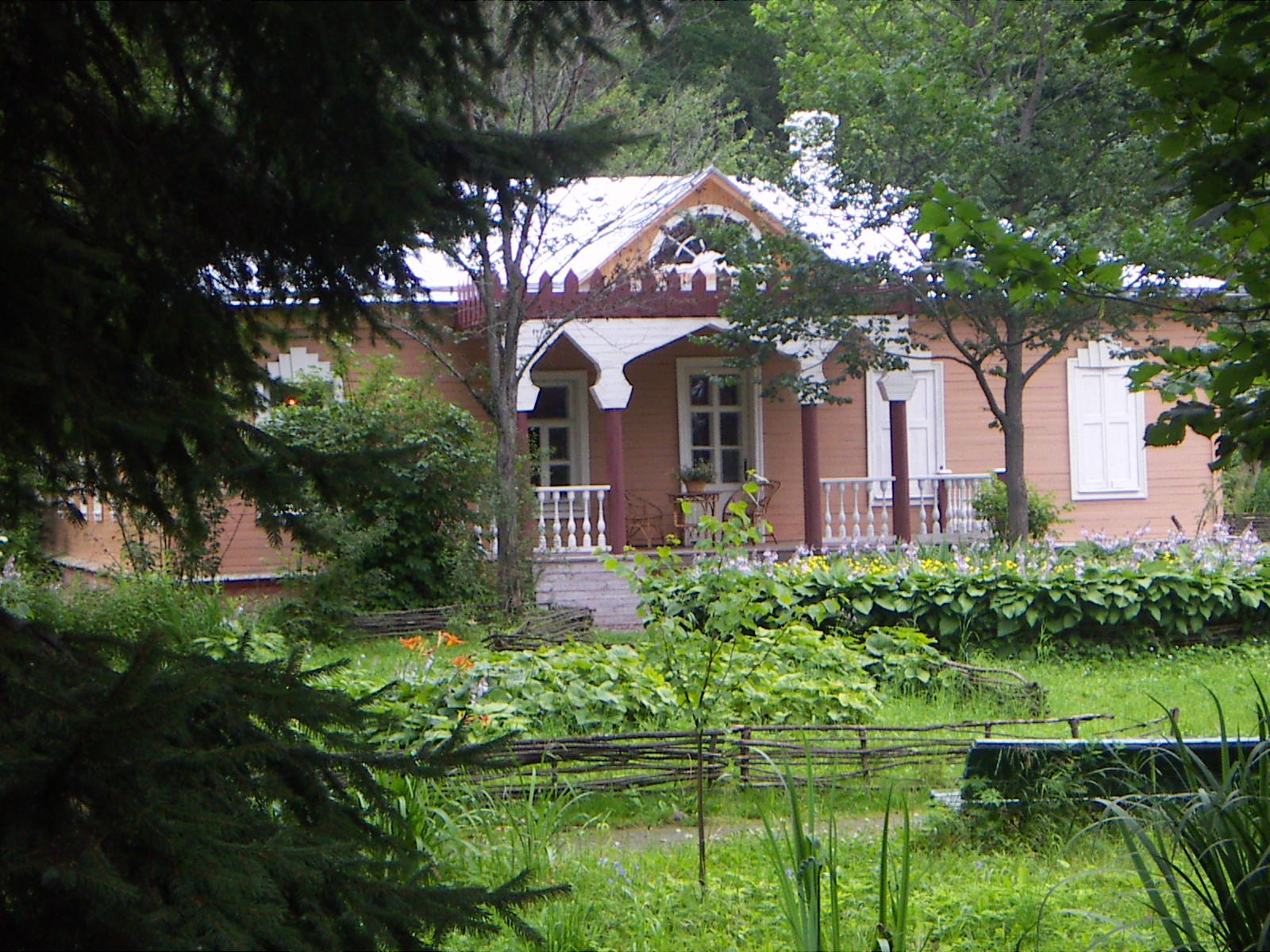
La proprietà di Čechov a Melichovo

A Mosca, circondato da malevoli apprezzamenti sulla sua amicizia con Suvorin, si trattenne poco: accogliendo la proposta dello stesso editore, nel marzo 1891 partì con i Suvorin padre e figlio per un viaggio in Europa. Visitarono Vienna, e poi Venezia, scendendo attraverso Bologna, Firenze e Roma fino a Napoli. Risaliti a Montecarlo, si trattennero a Parigi e il 2 maggio erano di ritorno a Mosca. Nella nuova casa di via Malaja-Dmitrovka non si trattenne a lungo: affittò una villa ad Aleksin, presso Mosca, e di qui in un'altra residenza nella vicina Bogimovo. Infine, nel marzo del 1892 acquistò una grande proprietà a Melichovo, una villa con 230 ettari di terreno, grazie ai suoi risparmi, alla garanzia di un'ipoteca e all'aiuto del solito Suvorin.

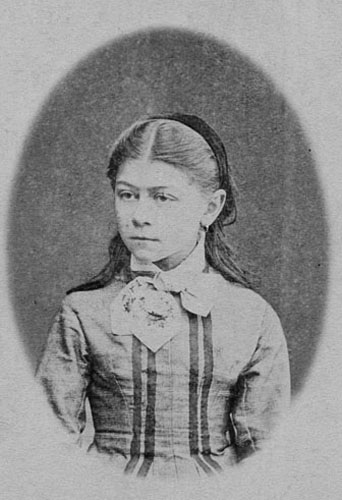
Marija Čechova a 17 anni

Vi si trasferì con i genitori, con la sorella Marija e con il fratello Michail: «Viviamo nella nostra proprietà. Simile a un moderno Cincinnato, sgobbo e mangio il pane bagnato dal sudore della mia fronte […] Papà continua a filosofare […] sa fare un unico lavoro: accendere i lumi; in compenso, parla con severità ai contadini […] Odo cantare gli storni, le allodole, le cince». Il nipote del servo della gleba Egor Čechov era diventato un proprietario terriero, con tanto di mužiki al suo servizio. Anche i fratelli, del resto, si erano sistemati entro una rispettabile carriera borghese: il maggiore Aleksandr, passate le giovanili ribellioni, aveva «messo la testa a posto», aveva famiglia e faceva il giornalista, Ivan era insegnante e Michail un funzionario statale.
Solo Marija lavorava nei campi e in casa con la madre. Vi era tra lei e Anton un'affezione ambiguamente eccessiva, che le impediva di crearsi una vita indipendente, lontana dal fratello. Quando in quell'estate Aleksandr Smagin, uno dei tanti ospiti di Melichovo, la chiese in moglie, Marija annunciò ad Anton la sua decisione di sposarsi: «Egli non disse nulla. Mi resi conto che la notizia non gli era gradita, poiché continuava a rimanere in silenzio […] Capii che non voleva confessare quanto sarebbe stato duro per lui vedermi abbandonare la casa […] L'amore per mio fratello e i vincoli che mi legavano a lui vinsero la mia risolutezza. Non potevo far niente che lo addolorasse […] Informai Smagin del mio rifiuto». Da parte sua, Čechov intratteneva in questo periodo una relazione con la giovane Liza (Lika) Mizinova, evitando tuttavia di impegnarsi nel matrimonio.
La sua produzione letteraria proseguiva ora più lentamente e con diverse polemiche. Ne Il duello Čechov volle colpire quegli intellettuali che attribuiscono alla società la responsabilità del loro personale fallimento. Come non bastasse, volle pubblicare anonimamente un articolo sul «Tempo nuovo» nel quale attaccava Tolstoj, al quale rimproverava duramente la condanna che questi andava ormai facendo da anni della società moderna, pur apprezzandone naturalmente la grande arte.
Un altro incidente fu provocato dalla pubblicazione sul giornale «Il Nord» del racconto La cicala: l'amico Levitan si riconobbe facilmente nel personaggio del pittore Rjabovskij, trattato in modo poco lusinghiero e, per qualche anno, ruppe i rapporti con lo scrittore.

#### La corsia n. 6
Nel novembre del 1892 apparve ne «Il pensiero russo» La corsia n. 6 (Палата n. 6, tradotto anche in Il reparto n. 6), uno dei suoi racconti migliori, più impressionanti e controversi. In un ospedale di provincia diretto dal dottor Ragin si percepisce ovunque un odore soffocante, quello tipico degli ospedali, unito all'odore di sporcizia e di morte: «Nelle sale, nei corridoi e nel cortile dell'ospedale era difficile respirare per il fetore».

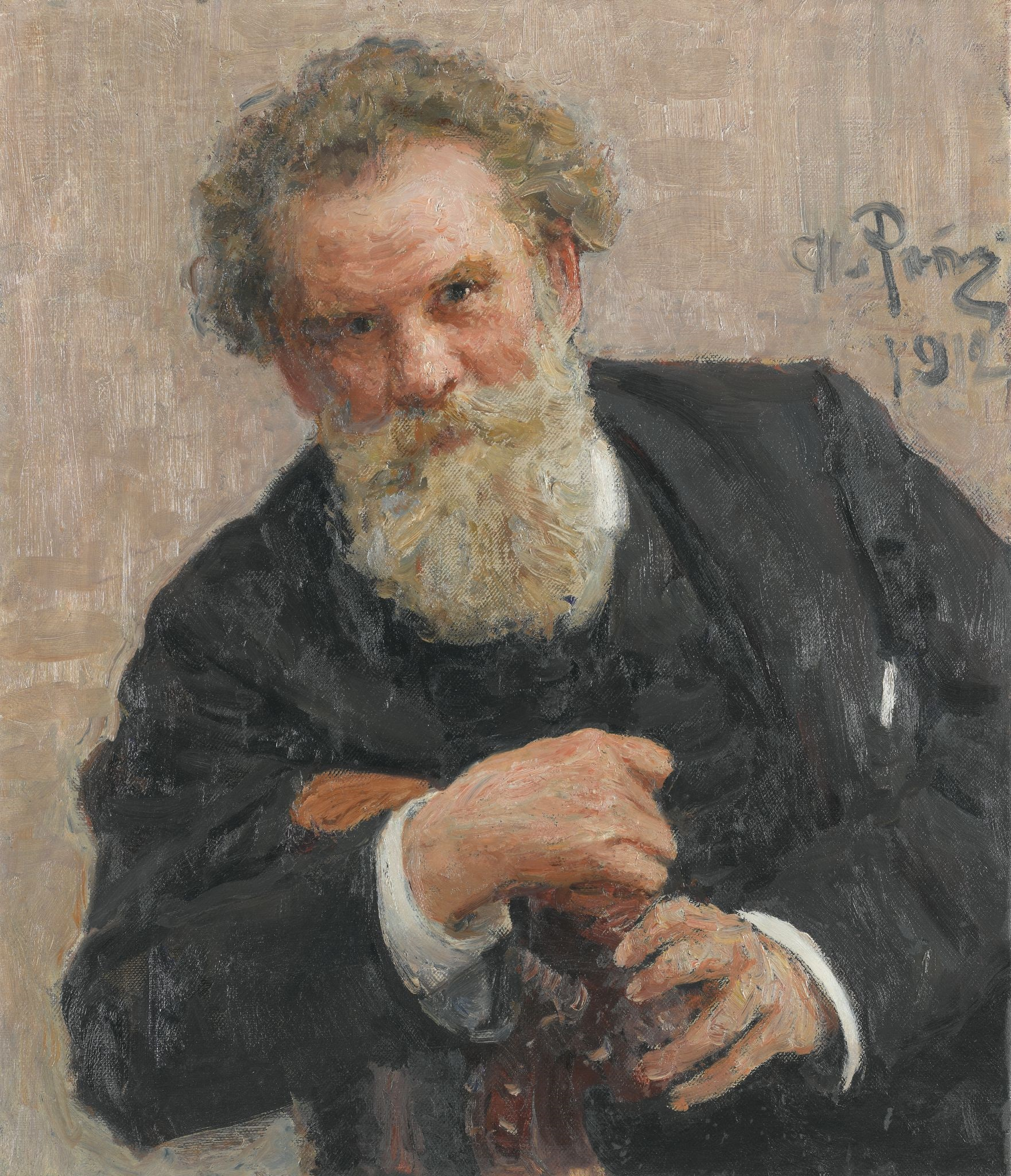
Ilja Repin: Vladimir Korolenko

Nel reparto psichiatrico, dove il guardiano Nikita abitualmente picchia selvaggiamente i malati, il dottor Ragin, disgustato ma incapace di reagire, ha frequenti colloqui con uno dei ricoverati, Ivan Gromov: a lui confida il proprio convincimento che poiché le prigioni e i manicomi esistono, «bisogna pure che qualcuno vi stia dentro». Non ha importanza chi sia il detenuto o il ricoverato: può essere chiunque: «Se vi si dirà che siete un pazzo o un criminale, se insomma d'un tratto la gente rivolgerà su di voi la sua attenzione, sappiate che siete caduto in un cerchio magico dal quale non uscirete più. Cercherete di uscirne e vi perderete sempre di più». Così avviene allo stesso medico: estromesso dal suo incarico, giudicato malato di mente e ricoverato in quello stesso reparto, morirà a causa delle percosse ricevute dal brutale guardiano.
Il racconto suscitò profonda impressione: il pittore Repin scrisse allo stesso Čechov che era «perfino incomprensibile come da un racconto così semplice, non complicato, addirittura povero di contenuto, esca alla fine un'idea dell'umanità irrepugnabile, profonda e colossale! Come valutare una cosa così magnifica?» Leggendo il racconto, Lenin disse di essere rimasto «addirittura raccapricciato; non sono potuto restare nella mia stanza; mi sono alzato e sono uscito. Avevo proprio la sensazione di essere chiuso nel reparto n. 6».
Lo scrittore Nikolaj Leskov si disse convinto che quel manicomio rappresentasse la stessa Russia: «Čechov stesso non pensava quel che scriveva (me lo disse lui stesso) e intanto è proprio così. Il reparto n. 6 è la Russia!» Korolenko commentò che nel racconto era espresso «il nuovo stato d'animo di Čechov, che io chiamerei lo stato d'animo del secondo periodo […] l'uomo che ancora non molto tempo prima affrontava la vita con gioioso riso e scherzo […] inaspettatamente s'era sentito pessimista».

#### Il monaco nero

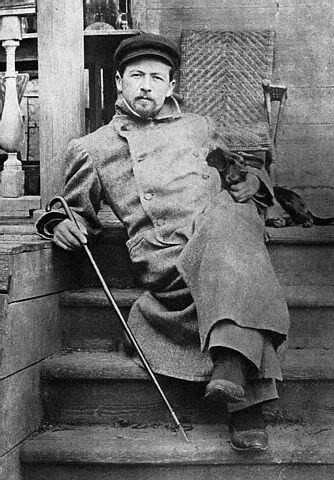
Čechov a Melichovo

A Il reparto n. 6 seguì Il monaco nero, anch'esso incentrato sulla follia. Il professore di psicologia Kovrin ha delle allucinazioni, nelle quali un monaco, vestito di nero, gli appare e gli dice che lui, Kovrin, è un genio: solo gli uomini comuni non hanno visioni. Sollecitato dalla moglie, Kovrin si cura e guarisce. Non ha più allucinazioni ma si sente infelice: è tornato a essere un uomo comune e la vita gli appare detestabile. Abbandona la moglie, si ammala di tisi e, quando nuovamente gli appare il monaco nero, muore.
Anche la salute di Čechov peggiorava: nel marzo del 1894 partì per Jalta, sperando che l'aria di mare gli giovasse. In aprile era di ritorno a Melichovo, da dove ripartì per una gita lungo il Volga. Da Nižnij Novgorod ripartì improvvisamente per Melichovo dove, avuta la notizia della grave malattia dello zio Mitrofan, fratello del padre, ripartì per Taganrog. Dopo una settimana non resistette in quella città, e si fece ospitare nella villa di Suvorin sul mar Nero, poi ripartì per Jalta, dove lo raggiunse la notizia della morte dello zio. La sua inquietudine lo portò a Odessa, da dove s'imbarcò - senza comunicare nulla alla famiglia - per Abbazia, allora famosa stazione balneare istriana.
A settembre entrava in Italia: dopo esser passato a Trieste, a Venezia, a Milano e a Genova - qui visitò il cimitero di Staglieno - il 2 ottobre era a Nizza, dove lo raggiunse una lettera dell'ex amante Lika Mizinova che, in attesa di un figlio dal suo amante, lo scrittore amico di Čechov Ignatij Potapenko, che l'aveva lasciata per ricongiungersi con la moglie, lo supplicava di venirla a trovare in Svizzera. Čechov rifiutò e, proseguito il suo viaggio attraverso Parigi e Berlino, il 19 ottobre faceva ritorno a Melichovo.

#### Il gabbiano
Riconciliatosi con il pittore Levitan e respinte le avances della scrittrice Lidija Avilova, su insistenza di amici ammiratori di Tolstoj, Čechov giungeva l'8 agosto 1895 a Jasnaja Poljana a rendere omaggio per un giorno al grande vecchio della letteratura russa. Fecero insieme il bagno nell'Upa, conversarono camminando a lungo nella tenuta e la sera Čechov e gli altri invitati ascoltarono brani del manoscritto del romanzo Resurrezione, ancora alla sua prima stesura.

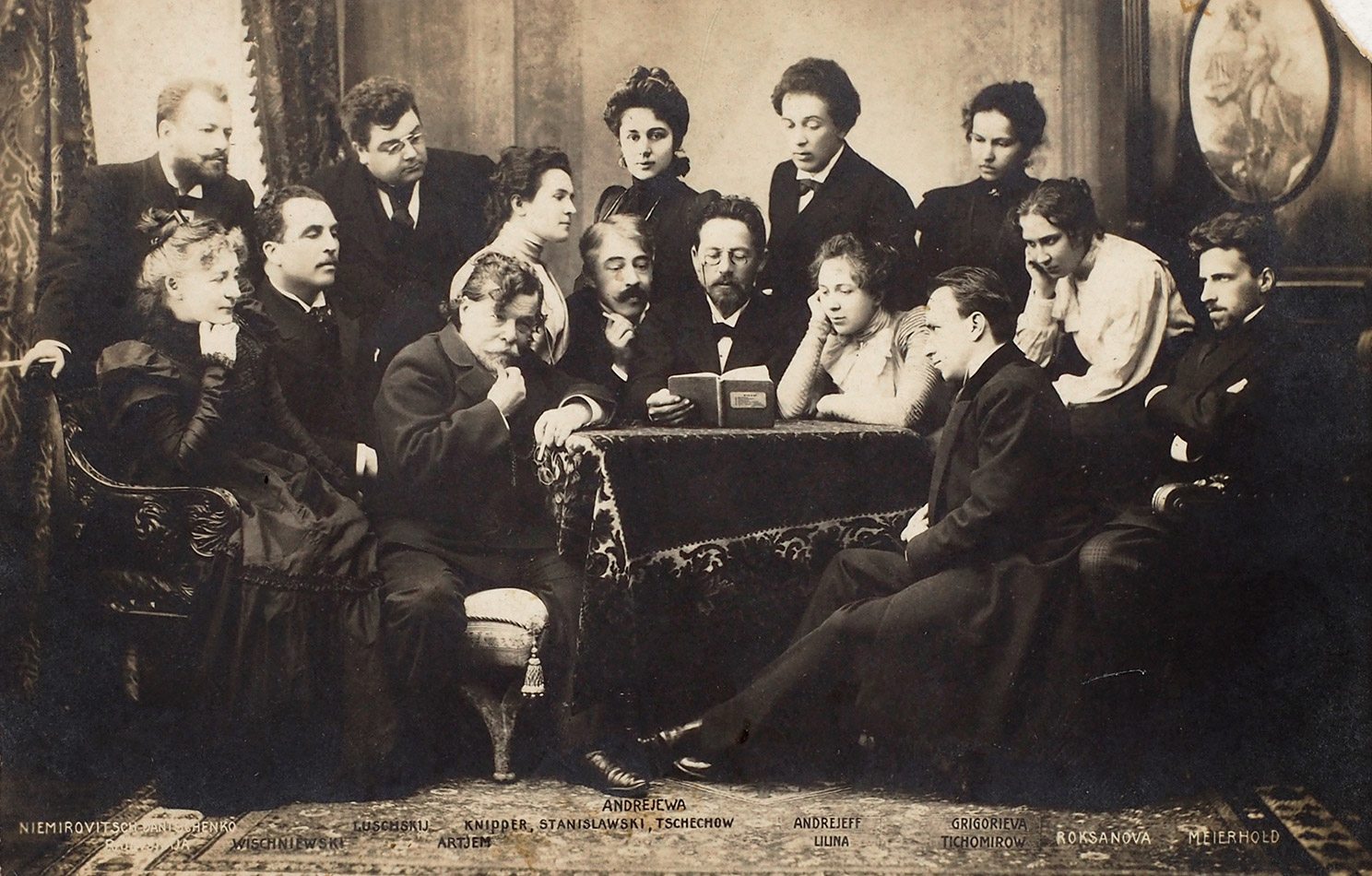
Čechov legge Il gabbiano agli attori del Teatro d'Arte di Mosca

«È pieno di talento, ha senza dubbio un cuore buonissimo, ma al momento non sembra possedere un punto di vista ben definito sulla vita» - scrisse Tolstoj al figlio, mentre Čechov riferiva a Suvorin che Tolstoj gli aveva fatto «un'impressione meravigliosa. Mi sentivo a mio agio, come a casa; le conversazioni con Lev Nikolaevič erano liberissime» e aggiungeva: «scrivo una pièce! […] Scrivo con piacere, andando spaventosamente contro le convenzioni sceniche. È una commedia con tre ruoli femminili, sei maschili, quattro atti, un paesaggio (vista lago), numerose discussioni letterarie, poca azione, cinque pud d'amore».
Il dramma, terminato a metà novembre, risultava completamente ispirato alla relazione tra Lika e Ignatij Potapenko: quando gli amici gli fecero notare l'inopportunità della trama, Čechov rimise mano all'opera e alla fine del gennaio del 1896 Il gabbiano assunse la sua fisionomia definitiva: il personaggio di Nina corrispondeva bensì alla reale Lika senza tuttavia essere trasparente.
In una casa di campagna, diversi personaggi inseguono desideri che diano un significato alla loro esistenza: il modesto maestro elementare Medvedenko ama Maša, la figlia dell'amministratore della tenuta, che ama non corrisposta Treplëv, un letterato di belle speranze che fa la corte a Nina, una giovane che spera di diventare una grande attrice. Costei, sperando in un aiuto per la sua carriera, corteggia lo scrittore di successo Trigorin, provocando il tentato suicidio dell'innamorato respinto. Quando si ritrovano nella villa due anni dopo, ognuno di essi ha fallito i propri scopi: Maša ha sposato Medvedenko senza amore, Trigorin, scrittore che non crede più nella sua arte, ha lasciato Nina, la loro figlia è morta e lei è un'attrice fallita. Respinge ancora le offerte di Treplëv che si uccide. Nina ha tutte le motivazioni per essere una persona piena di rancore nei confronti del Teatro e della Vita. Ha sofferto. E probabilmente continua a soffrire per un uomo che non la ama. Ma nonostante questo, proprio perché è una vera attrice, sopporta i dolori che la vita le pone davanti grazie al teatro. Lei si sente davvero un gabbiano, perché il teatro e la recitazione sono le sue ali. Il teatro la fa sentire felice e libera. Grazie al teatro sa vivere nel modo migliore il proprio dolore. Ed è il teatro che le rende sopportabile vivere.

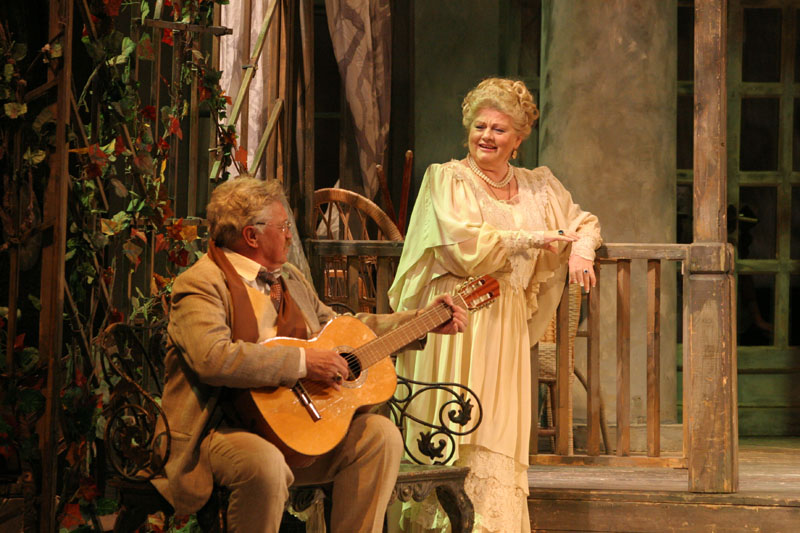
Una moderna scena de Il gabbiano

Rappresentato il 17 ottobre al teatro Aleksandrinskij di San Pietroburgo, il dramma ottenne un clamoroso insuccesso: il pubblico rideva apertamente durante le scene e Čechov abbandonò precipitosamente il teatro alla fine dello spettacolo, tornandosene a Melichovo. I critici teatrali stroncarono la pièce e anche Tolstoj definì Il gabbiano «un pessimo dramma», scritto a imitazione di Ibsen. Ma già la replica del 21 ottobre ottenne un buon successo e Čechov si convinse che la caduta del dramma alla prima fosse stata orchestrata dai suoi nemici e da suoi «amici» invidiosi.
Il 21 marzo 1897 lo scrittore, giunto a Mosca per incontrare Suvorin, ebbe una grave crisi del suo male e dovette essere ricoverato in ospedale. Ricevette la visita di Tolstoj, che gli tenne un lungo monologo sull'arte, al quale Čechov, per le sue condizioni, non fu in grado di replicare. Scriverà poi allo scrittore Ėrtel': «I vecchi propendono sempre a vedere vicina la fine del mondo e a dire che la moralità è definitivamente caduta, che l'arte è degenerata e si è involgarita […] Tolstoj vuole dimostrare che l'arte è entrata nella fase estrema, che è finita in un vicolo cieco da cui potrebbe uscire solo facendo marcia indietro». Il 10 aprile poté lasciare la clinica e fare ritorno a Melichovo.

### A Jalta

Dettaglio del ritratto di Čechov

L'accoglienza fatta alla pubblicazione del racconto I contadini, pur pesantemente mutilato dalla censura, rappresentò per Čechov una rivincita di fronte alle critiche ricevute da Il gabbiano. Il mondo rurale viene rappresentato in tutta la sua miseria e la sua violenza, senza fare sconti a certa retorica populista: «Ovunque la tragicità del vero, una forza irresistibile che fa pensare alla spontaneità della rappresentazione shakespeariana».
A Melichovo passò l'estate poi, quando i primi freddi si fecero sentire, il 31 agosto 1897 partì per la Francia. Si fermò qualche giorno a Parigi, ospite di Suvorin, e proseguì per la famosa stazione balneare di Biarritz. Alla fine di settembre si spostò ancora a Nizza, intenzionato a trascorrervi tutto l'inverno. Erano i giorni dell'affaire Dreyfus, noto in tutta Europa, e in Russia la stampa reazionaria di Suvorin era scatenata contro l'ufficiale francese e contro Zola, che aveva denunciato lo scandalo. Čechov difese Zola ma giustificò l'amico Suvorin, attribuendo il suo antisemitismo a «mancanza di carattere».
In marzo fu raggiunto dal pittore Osip Braz, al quale il collezionista Tretjakov aveva commissionato un ritratto dello scrittore. Čechov accettò di posare, ma non fu soddisfatto del risultato: «Sto seduto in una sedia dallo schienale di velluto verde […] Dicono che la cravatta e io siamo molto somiglianti, ma la mia espressione fa pensare che io abbia annusato del rafano». Ad aprile si recò a Parigi e dopo un mese prese il treno per San Pietroburgo: il 5 maggio 1898 era a Melichovo dove, in buona salute, riprese a scrivere.
Intanto era stato fondato a Mosca il Teatro d'arte popolare per iniziativa di Konstantin Stanislavskij e di Vladimir Nemirovič-Dančenko, che avevano unificato le loro compagnie teatrali. Della nuova compagnia faceva parte anche la giovane attrice Ol'ga Knipper che Čechov, invitato da Nemirovič-Dančenko a Mosca, il 9 settembre vide recitare nelle prove de Il gabbiano nella parte di Arkadina e in quella di Irina ne Lo zar Fëdor Joannovič di Aleksej Tolstoj. Scrisse a Suvorin: «La voce, la nobiltà degli atteggiamenti e la sincerità erano tanto perfette che avevo un nodo alla gola. Se fossi rimasto a Mosca mi sarei innamorato di Irina».

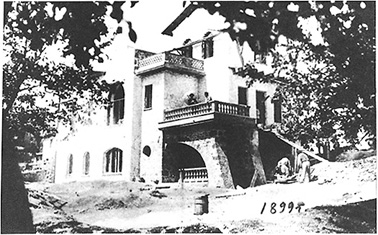
La villa di Čechov a Jalta

Infatti, come di consueto all'avvicinarsi dell'autunno, Čechov era partito per luoghi più caldi. Il 18 settembre affittò due stanze di una villa di Jalta dove il 13 ottobre fu informato della morte del padre. Non assistette ai funerali. Pensando da tempo di trasferirsi definitivamente a Jalta, a dicembre acquistò un terreno ad Autka, nell'immediata periferia di Jalta, facendo progettare dall'architetto Šapalov una villa da costruirvi sopra e, non fosse bastato, comprò un'altra villetta nel villaggio di Kučukoj, presso Kazan'.
Il 17 dicembre la compagnia di Stanislavskij e di Nemirovič-Dančenko allestì a Mosca la rappresentazione de Il gabbiano: fu un trionfo che si ripeté nelle repliche successive. A nessuna Čechov poté assistere poiché le sue condizioni di salute erano nuovamente precarie. Ricevette numerose congratulazioni, tra le quali quelle di un giovane scrittore di Nižnij Novgorod, Maksim Peškov, che firmava i suoi racconti, nei quali rappresentava le miserie materiali e morali della società russa, con lo pseudonimo Gor'kij, l'Amaro. Čechov lo apprezzava, gli dava consigli di stile e lo invitava a lasciare la sua città, «a vivere altrove per due o tre anni […] per tuffarvi di testa nella letteratura e innamorarvene».

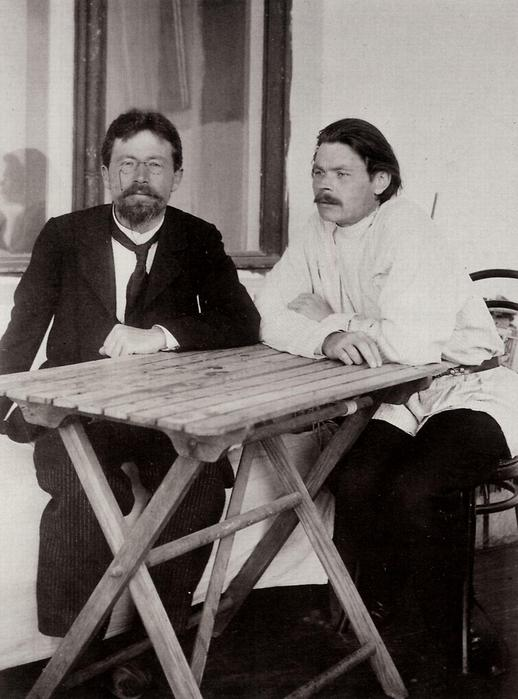
Čechov e Gor'kij a Jalta

La necessità di avere a disposizione molto denaro per far fronte alle tante spese che la costruzione della villa richiedeva lo spinse a cedere i diritti sui suoi scritti passati e futuri, commedie escluse. Il 26 gennaio 1899 incassava così 75 000 rubli dall'editore Marks - «sono diventato marksista» - scherzava Čechov, che sentiva la necessità di scrivere a Suvorin per giustificare il suo abbandono: «Ci separiamo, voi e io, serenamente; abbiamo convissuto senza contrasti […] insieme, abbiamo fatto grandi cose».
I grandi scioperi studenteschi che scossero la Russia lo coinvolsero in qualche modo. Richiesto di appoggiare la protesta, rifiutò, mantenendo il suo abituale riserbo quando si trattava di esprimere apertamente valutazioni di carattere politico. Quando Gor'kij accusò con una lettera aperta Suvorin - che aveva appoggiato attraverso il suo «Tempo nuovo» la repressione governativa - di essere finanziato dal governo zarista, l'editore scrisse a Čechov, chiedendogli solidarietà, lo scrittore rispose prudentemente che effettivamente quel giornale faceva di tutto, con i suoi articoli, per avvalorare l'«ingiusta convinzione» di essere pagato dal governo.
Quando la villa di Autka fu quasi pronta, Čechov vendette la proprietà di Melichovo e alla fine d'agosto vi si sistemò con la madre e la sorella. In autunno mise a punto un nuovo racconto, La signora col cagnolino: è la vicenda di un rapporto tra un uomo che ha avuto nella sua vita molte e disimpegnate avventure e ora comincia a invecchiare, e una giovane signora sposata. Favorito dal clima spensierato della vacanza, nasce come un semplice flirt e si conclude con la fine dell'estate, trasformato in un grande amore irrealizzato e destinato a segnare per tutta la vita i protagonisti. Nel protagonista Gurov vi è qualcosa dello stesso Čechov: in questo periodo egli sembrava essere preso dall'attrice Ol'ga Knipper. L'aveva già invitata a Melichovo a maggio, si erano rivisti a luglio a Jalta e a Mosca in agosto, poi si erano persi di vista, ma erano destinati a rivedersi.

#### Zio Vanja

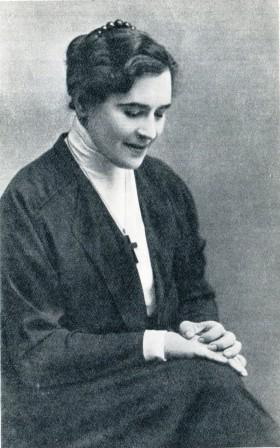
Ol'ga Knipper

Čechov aveva rielaborato Lo spirito della foresta che al suo apparire, dieci anni prima, non aveva avuto alcun successo. Con il nuovo titolo di Zio Vanja l'aveva affidato al Teatro d'arte di Mosca, che aveva programmato la prima rappresentazione al 26 ottobre.
Ivan Vojnickij, zio Vanja, sognatore e disilluso, amministra la proprietà della nipote Sonja, figlia di primo letto del professor Serebrijakov, un egoista vanitoso, odiato da Vanja ma stimato da Marija, madre di Vanja e già sua suocera: Serebrijakov è ora sposato con Elena, bella donna che si annoia, è amata da Vanja ma si sente attratta dal dottor Astrov, che però ama solo la natura, disprezza gli uomini e cerca conforto nella vodka. Anche Sonja è innamorata del medico. Alle spalle di Sonja e di Vanja vive anche Telegin, un proprietario rovinato.
Nessuna delle relazioni affettive che si intrecciano tra questi personaggi è destinata a realizzarsi e quando Serebrijakov, senza preoccuparsi dell'avvenire della figlia Sonja, cerca di vendere le terre, Vanja cerca di ucciderlo. Il professore parte con la moglie lasciando gli altri alle loro frustrazioni e alla loro rassegnazione.
Il dramma ebbe un buon successo e fu apprezzato da tutti i critici, tranne Tolstoj, che ancora una volta rimproverò a Čechov la mancanza di drammaticità e di azione della pièce. Invece Čechov lodò l'ultimo romanzo di Tolstoj, Resurrezione, uscito proprio in quei giorni: «Nel romanzo tutto mi ha colpito, la potenza, la ricchezza e il vasto respiro».

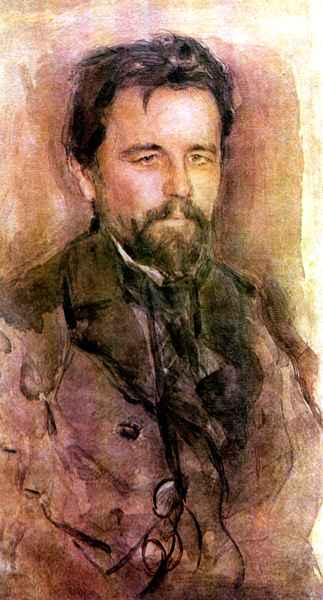
Serov: Anton Čechov

Il 16 gennaio 1900 Čechov venne eletto con Tolstoj e Korolenko membro onorario dell'Accademia russa delle scienze, nella sezione letteraria dedicata a Puškin. Era una sorta di consacrazione ufficiale, della quale non sembra che egli si sia particolarmente esaltato: «Sarò ancor più felice il giorno in cui, dopo un qualche malinteso, avrò perso il titolo accademico». Maggiori soddisfazioni gli venivano dalle rate provenienti dall'editore Marks e dai diritti d'autore dei drammi: con quelle acquistò a Gurzuf, a 20 chilometri da Jalta, della terra con un piccolo locale in riva al mare.
Ai primi di aprile rivide a Jalta Ol'ga Knipper e il 9 aprile assistette alla rappresentazione di Zio Vanja data dal Teatro dell'arte a Sebastopoli. La compagnia si trasferì poi a Jalta dove per due settimane organizzarono la rappresentazioni di Zio Vanja e de Il gabbiano. Čechov diede appuntamento a Ol'ga a Jalta per il prossimo luglio: Ol'ga venne e divennero amanti.
Dopo la partenza di Ol'ga per Mosca, in agosto, Čechov cominciò una nuova pièce, Tre sorelle. La concluse il 16 ottobre e il 23 raggiunse a Mosca Ol'ga, trovò il tempo di farsi ritrarre dal pittore Serov e presentò alla compagnia la commedia, che però non piacque. Čechov dovette allora impegnarsi a rivederla: a dicembre completò il rifacimento dei due primi atti poi, l'11 dicembre, partì per Nizza. Qui lavorò agli altri due atti e soltanto dopo una settimana concluse il lavoro di revisione della commedia, che spedì a Mosca. Si manteneva in contatto epistolare con Olga: «Ti amo, ma a dire il vero, tu non lo capisci. Tu hai bisogno di un marito, o piuttosto di un consorte con i favoriti e una coccarda da funzionario, e io cosa sono? Niente di particolarmente interessante».

#### Tre sorelle

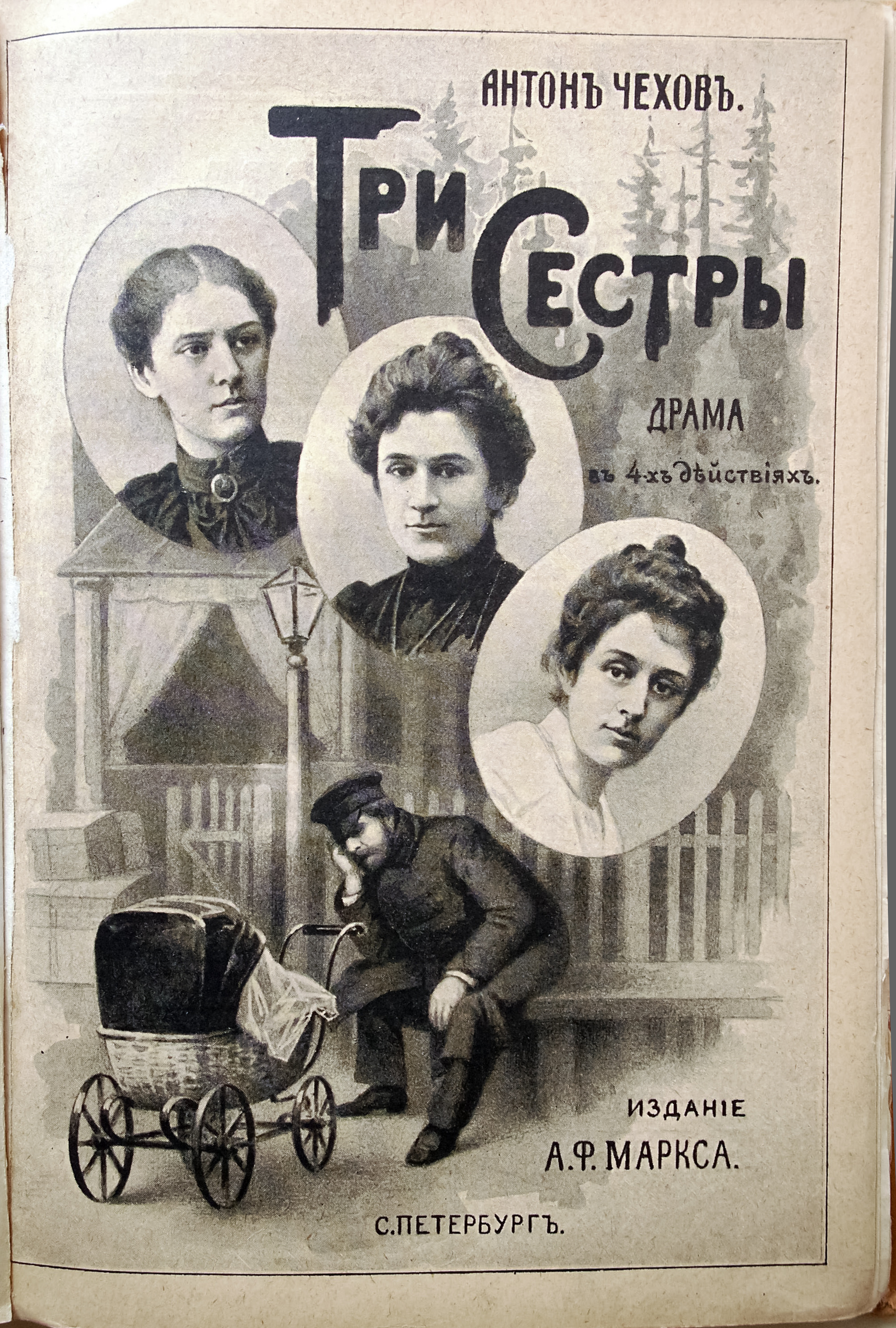
Manifesto delle Tre sorelle

Il 6 gennaio 1901 lasciò Nizza per l'Italia in compagnia dell'amico Maksim Kovalevskij, visitando Pisa, Firenze e Roma: qui, raro avvenimento, nevicò e Čechov decise di affrettare il ritorno. A Jalta, il 19 febbraio scrisse a Ol'ga chiedendo informazioni sulla sua commedia, che era stata rappresentata a Mosca il 31 gennaio: seppe così del suo insuccesso.
Nelle Tre sorelle viene rappresentata l'esistenza delle tre figlie del generale Prozorov, Ol'ga, Maša e Irina, che vivono insieme con il fratello Andrej e il marito di Maša in una casa della campagna russa, lontana dalle grandi città. Un solo sogno agita le tre sorelle: andare a Mosca, dove hanno abitato durante la loro infanzia spensierata.
La loro vita monotona ha una scossa improvvisa quando nella vicina cittadina si stabilisce una guarnigione: le visite degli ufficiali portano un vento nuovo nella casa di quella famiglia colpita dal male di vivere. Ol'ga, la sorella maggiore, che sembrava non volersi mai sposare, pensa di sistemarsi lasciando l'insegnamento; Maša, sposata a un meschino professore, s'innamora di un tenente colonnello; la più giovane Irina è richiesta in sposa e accetta l'offerta di matrimonio del tenente Tuzenbach, pur non amandolo.
Nessuna delle loro speranze è però destinata a realizzarsi: il reggimento viene trasferito, il tenente Tuzenbach resta ucciso in duello e le tre sorelle tornano alla loro condizione abituale.
Ancora una volta non vi è azione: tutto s'incentra sulla rappresentazione di personaggi che vedono trascorrere la vita con l'angoscia di non aver costruito nulla. Il tempo delle protagoniste passa tra conversazioni ora senza senso e ora aperte ai temi della filosofia dell'esistenza, tra matrimoni non realizzati e vani trasporti amorosi.

### Il matrimonio

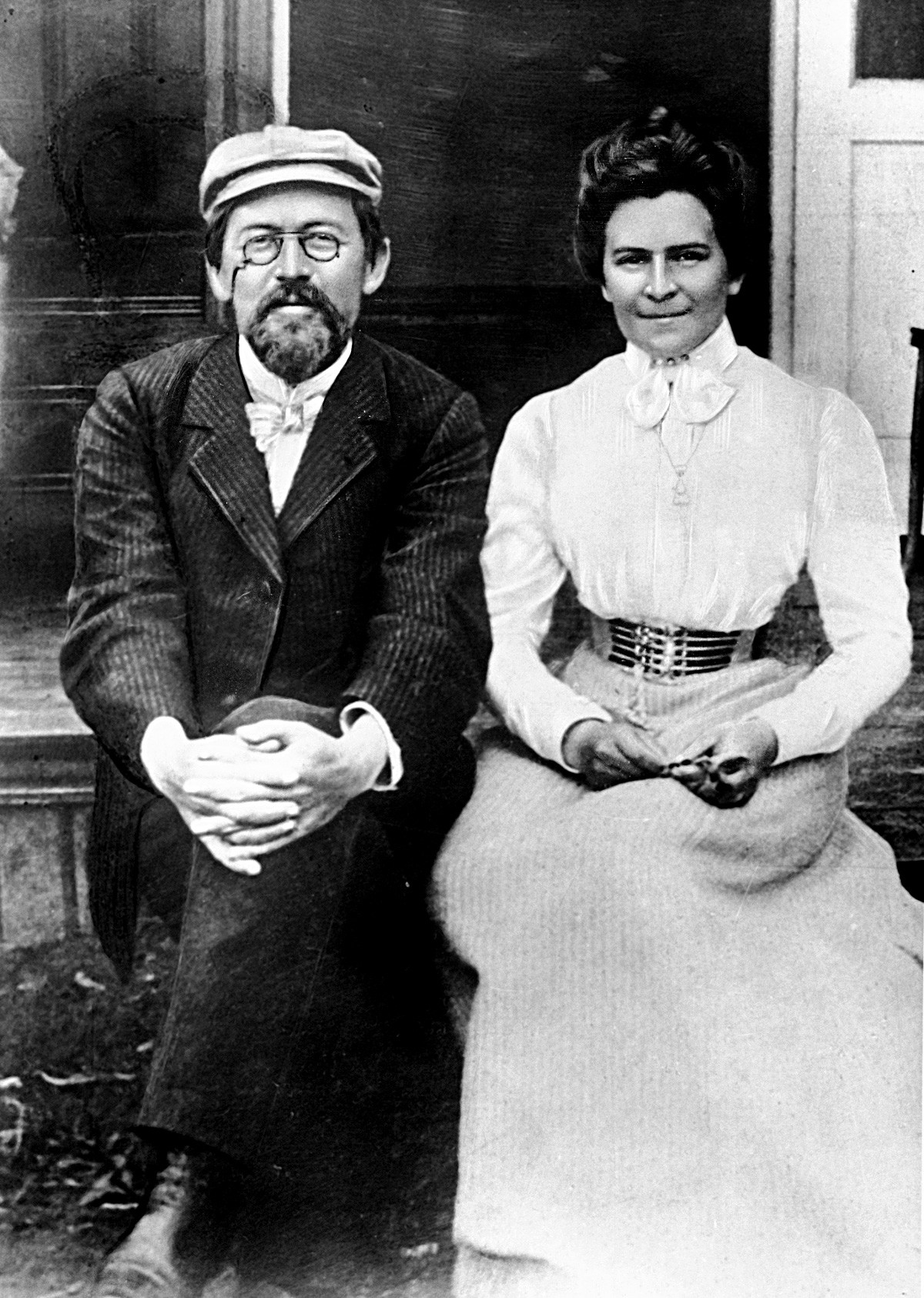
Čechov con la moglie Ol'ga Knipper

Ol'ga Knipper, nelle lettere che inviava frequentemente a Čechov, non mancava di affrontare il problema del loro matrimonio, sul quale lo scrittore si manteneva elusivo. Consapevole della gravità della sua malattia, sapeva che non sarebbe vissuto a lungo, anche se non accennava mai a questa convinzione, limitandosi a presentare sé stesso come un uomo precocemente invecchiato. In aprile le scrisse: «All'inizio di maggio verrò a Mosca. Se mi dai la tua parola d'onore che nessuno saprà del nostro matrimonio prima della sua celebrazione, sono pronto il giorno stesso del mio arrivo. Non so perché, ma inorridisco all'idea della cerimonia, delle congratulazioni e del bicchiere di champagne che si deve tenere in mano mentre si sorride con aria vaga».
Senza informare la sua famiglia del reale scopo del viaggio, Čechov giunse a Mosca l'11 maggio 1901. Il 20 maggio scrisse a Marija di doversi recare ad Aksenovo, nel distretto di Ufa, per una cura di kumys, una bevanda a base di latte di giumenta fermentato. Il 25 maggio si sposarono con una semplicissima cerimonia in una chiesa di Mosca, presenti solo i quattro testimoni e il pope, informarono del matrimonio la madre di Čechov con un telegramma, passarono a salutare quella di Ol'ga e partirono immediatamente per Nižnij Novgorod.
Qui salutarono Gor'kij, confinato dalle autorità per aver partecipato alle manifestazioni studentesche che nel marzo precedente erano state represse nel sangue dai cosacchi dello zar. Stabilitisi ad Aksenovo, Čechov ricevette le lettere della sorella Marija, che era anche amica di Ol'ga ed era rimasta profondamente amareggiata dall'ambiguo comportamento di Anton: «Il fatto che vi siate sposati tanto in fretta ha sconvolto la mia esistenza […] sono un poco in collera con Ol'ga, che non mi ha assolutamente parlato del matrimonio […] sono molto infelice […] e tutto mi disgusta».
Il 30 giugno i due coniugi lasciarono Aksenovo e l'8 luglio facevano ritorno a Jalta: Ol'ga entrava così nella casa del marito in una non facile convivenza con la suocera e la cognata. In effetti la moglie, desiderando prendersi cura del marito, apportò novità nelle abitudini della casa che irritavano le altre due donne delle quali, a sua volta, Ol'ga era gelosa. A fatica, Anton cercava di rimuovere i reciproci rancori.
Ma Ol'ga era anche impegnata con il suo lavoro, che la chiamava a Mosca. Con evidente sollievo delle Čechov, partì per Mosca il 20 agosto. Anton le aveva affidato il suo testamento, contenuto in una lettera indirizzata a Marija, da consegnarle dopo la sua morte. A Marija assegnava la villa di Jalta e i diritti sulla sua produzione teatrale; alla moglie, la casa di Gurzuf e una somma di denaro. Nella differenza di trattamento, Čechov tenne certamente conto del fatto che Ol'ga, a differenza di Marija, priva di redditi propri, aveva un lavoro che le permetteva di vivere con molto agio.

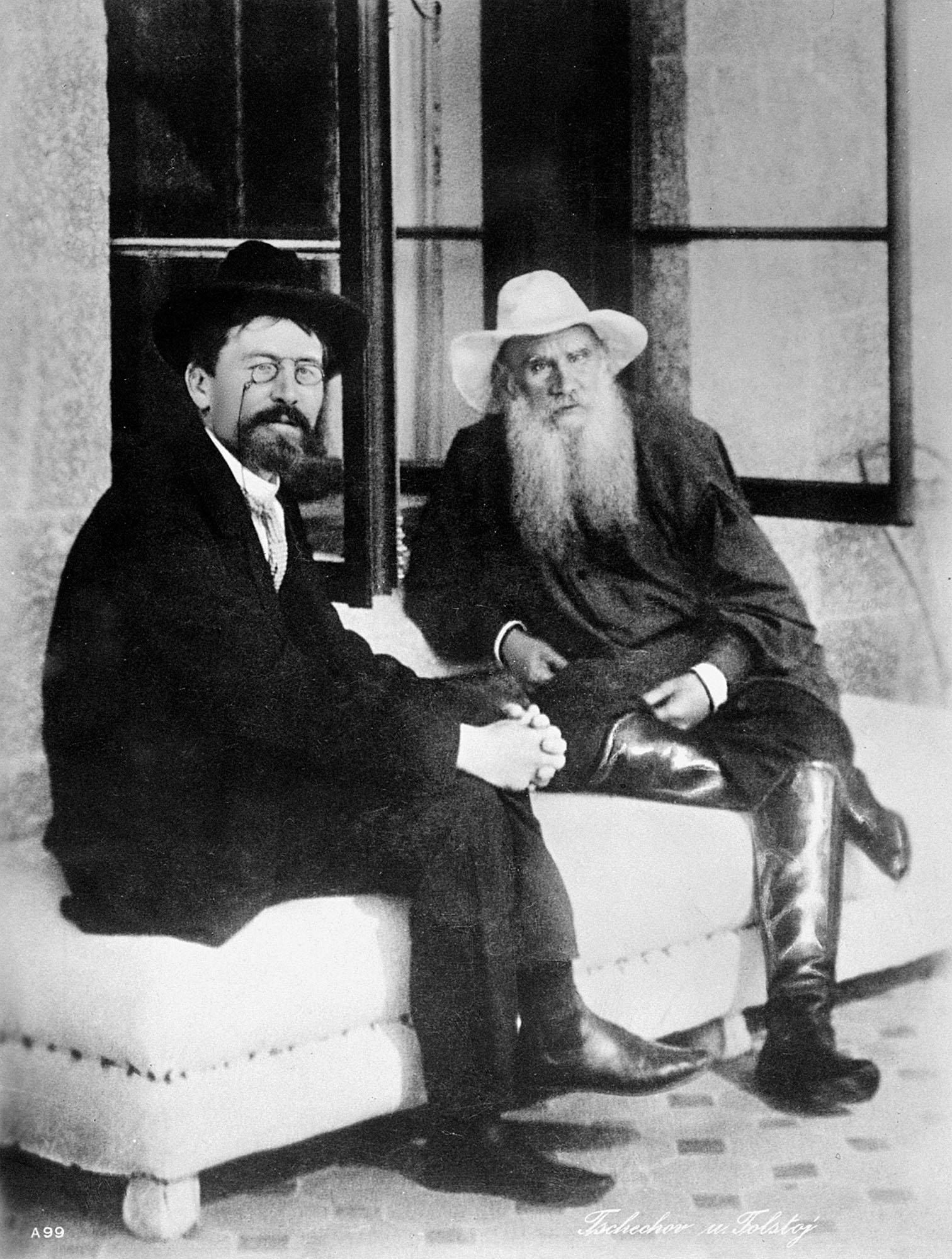
Čechov e Tolstoj

Čechov la raggiunse a settembre per assistere all'inaugurazione della nuova stagione del Teatro d'arte. Non condivideva sempre le scelte scenografiche del meticoloso Stanislavskij, molto attento a ogni particolare, ma assistette al grande successo delle Tre sorelle. Dopo un mese, a causa della precarietà della sua salute, si rese conto di non poter seguire la vita frenetica condotta dalla moglie a Mosca: vi erano le prove, le recite, le serate mondane, gli incontri con scrittori e giornalisti. Il 28 ottobre Čechov volle tornare da solo a Jalta.
Non poté tornare a Mosca in dicembre, perché una crisi della malattia lo costrinse a letto. Ol'ga gli scriveva dei suoi successi - maliziosamente, non solo teatrali - e ogni tanto accennava alla possibilità di lasciare il teatro per stargli vicino, ma lei stessa e Čechov sapevano che il suo lavoro era troppo importante perché potesse rinunciarvi. Si tennero in contatto per lettera e passarono separati il capodanno.
Non mancavano, come sempre, visite e ospiti nella casa di Čechov: i giovani Kuprin e Bunin, apprezzato da lui e anche, forse per altri motivi, dalla sorella Marija, poi Gor'kij che, sotto il costante controllo della polizia, fu accolto per settimane a villa Čechov il quale, da parte sua, si sentì in dovere di rendere visita a Tolstoj, che trascorreva una convalescenza nel castello della contessa Punin, nella vicina Gaspra. Conobbe anche Leonid Andreev, che non riuscì a stimare né come uomo né come scrittore: «Vi è poca sincerità, poca semplicità».

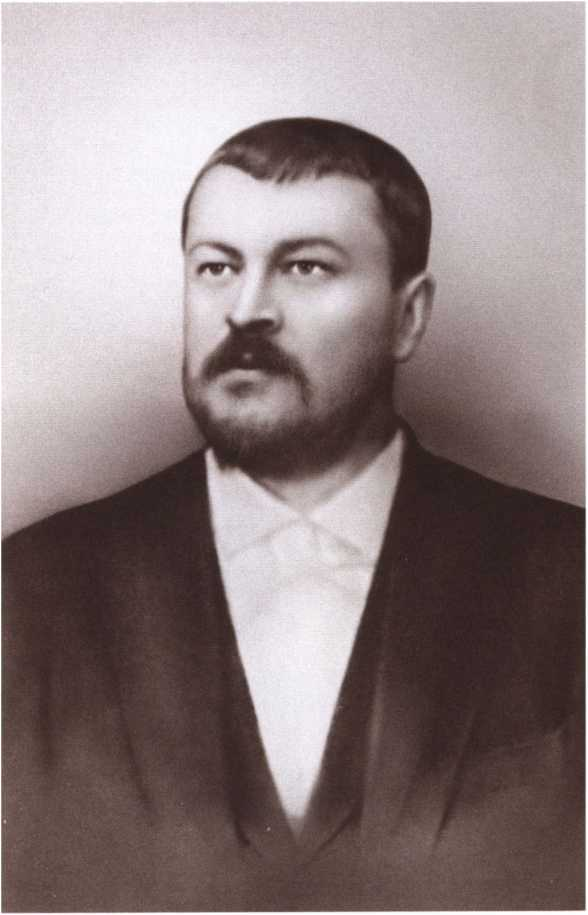
Savva Timofeevič Morozov

Finalmente la moglie Ol'ga poté passare una settimana a Jalta: ripartì il 28 febbraio 1902 per Pietroburgo, recitando le Tre sorelle anche davanti alla famiglia imperiale. A marzo seppe di essere incinta, ma abortì spontaneamente e ad aprile venne a passare la convalescenza a Jalta.
Erano i giorni dello scandalo provocato dalla revoca della nomina di Gor'kij a membro dell'Accademia delle Scienze, a causa delle opinioni politiche dello scrittore non in linea con l'ortodossia zarista. Čechov, membro di quell'Accademia, veniva sollecitato a dimettersi per solidarietà con l'amico, ma esitava: al suo prudente conservatorismo ripugnavano le prese di posizione che lo impegnassero politicamente, specie se potevano metterlo in opposizione al governo. Finalmente, il 25 agosto 1902 scrisse all'Accademia: «Dopo aver a lungo riflettuto, devo giungere a una sola conclusione, per me molto penosa e spiacevole: quella di chiedervi rispettosamente di dispensarmi dal titolo di accademico onorario».
Poiché la convivenza tra la sua famiglia e Ol'ga si manteneva difficile, in maggio Čechov accompagnò la moglie a Mosca perché vi trascorresse la convalescenza in casa della madre. Ol'ga stentava a riprendersi: a giugno ebbe una nuova crisi, erroneamente diagnosticata dai medici in peritonite, dalla quale si riprese. Confortato, ma dimostrando scarsa sensibilità, in giugno Čechov la lasciò per accompagnare in un lungo viaggio il ricchissimo finanziere Savva Morozov nelle sue proprietà che si stendevano sterminate nei dintorni di Perm', ai piedi degli Urali. Morozov elargiva volentieri il suo denaro in iniziative filantropiche: oltre a far costruire un nuovo Teatro d'arte, aveva fatto edificare una scuola che volle intitolare allo stesso Čechov. Un mese dopo, lo scrittore tornava dalla moglie e insieme passarono alcune settimane ospiti, nella periferia di Mosca, della madre di Stanislavskij.

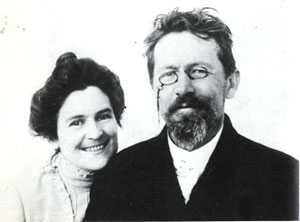
Ol'ga e Anton Čechov

Ol'ga doveva prepararsi per la nuova stagione teatrale e Čechov tornò a Jalta. La sua malattia si aggravava lentamente, era spesso stanco e la volontà di scrivere si attenuava. Si limitò a rivedere le opere complete che l'editore Marks andava man mano stampando, e riprese un vecchio dramma, Fa male il tabacco, scritto quindici anni prima. La moglie gli aveva chiesto un nuovo dramma, ma le idee maturavano con fatica: pensò che la vita brillante di Mosca potesse favorire la creatività e il 12 ottobre partì per Mosca. Qui non resistette a lungo e dopo una settimana era nuovamente a Jalta.
Scriveva i suoi pensieri nei Quaderni, annotandovi la sua sfiducia nell'essere umano, nella politica, nella religione, e la consapevolezza della sua sostanziale solitudine: «Come giacerò solo nella tomba, così nella realtà io vivo solo». Con grande fatica, il 27 febbraio 1903 portò a termine quella che sarebbe stata la sua ultima novella, La fidanzata, segnata da una nota di speranza. Una ragazza rifiuta un mediocre matrimonio e va a Pietroburgo a studiare, a realizzarsi e a prendere coscienza di sé: «Davanti a lei si disegnava una vita nuova, ampia, vasta, e questa vita, ancora vaga, piena di mistero, la attraeva, la chiamava a sé».

#### Il giardino dei ciliegi

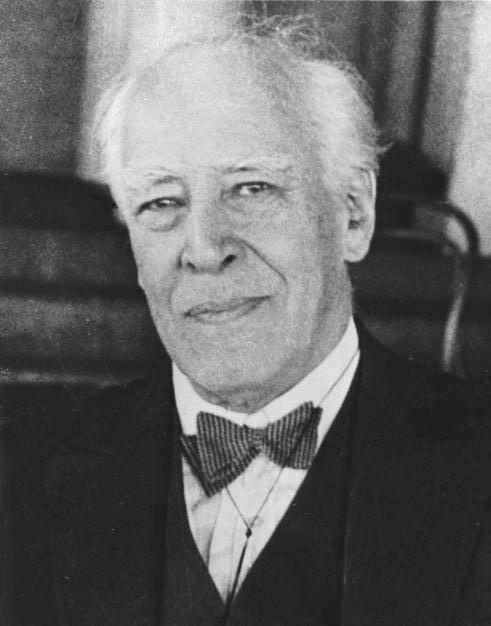
Konstantin Stanislavskij

Scriveva con molta lentezza un nuovo dramma, impedito dalla stanchezza, dai frequenti accessi di tosse, dalle visite degli importuni. Il medico gli proibiva di viaggiare, di andare a Mosca, dove Čechov era convinto di poter condurre a termine la commedia. Il 22 aprile 1903, quasi fuggisse, partì per Mosca, dove Ol'ga aveva appositamente affittato un appartamento in via Petrovka. Vi restò poco; già a maggio era con Ol'ga in un villino presso Mosca, ospite di un'amica della moglie: «Qui c'è un fiume, uno spazio enorme dove passeggiare, una vecchia cappella e molti pesci».
Dopo poco più di un mese, Čechov si sentì a disagio anche lì e a luglio tornò con la moglie a Jalta. Era deciso di finire la sua pièce e ora aveva vicino anche Ol'ga, desiderosa più ancora di lui che la commedia fosse pronta per la nuova stagione teatrale. Il 12 ottobre Il giardino dei ciliegi era terminato e il 14 ottobre il manoscritto veniva spedito al Teatro d'arte di Mosca.
Con la partenza di Ol'ga, seguirono lunghi giorni di trepidazione: temeva che la compagnia snaturasse la sua commedia, che gli attori non fossero all'altezza, voleva partire per Mosca, ma le condizioni della salute non glielo permettevano. Finalmente, il 2 dicembre era a Mosca. Assistendo alle prove, si accorse che Stanislavskij snaturava la lettura dell'opera. Čechov l'aveva concepita come una commedia leggera, quasi una farsa; per il regista era invece un dramma sociale. E così venne presentata al pubblico il 17 gennaio 1904.
Il giardino dei ciliegi è la rappresentazione dei cambiamenti sociali che sono avvenuti nella Russia: alcune famiglie appartenenti all'aristocrazia oziosa hanno dissipato i loro beni a vantaggio della borghesia terriera, che trae la sua origine nei vecchi servi della gleba, mentre una gioventù di studenti sogna un diverso avvenire.
I primi, impersonati dai fratelli Ljuba e Gaev, rappresentano il passato, i loro pensieri sono volti al rimpianto e alla nostalgia di un mondo che si è trasformato e che essi non riescono ad accettare, i secondi, come il mercante Lopachin, costruiscono il loro presente con il senso pratico degli affari, i terzi, come Trofimov, rifiutano tanto il passato che il presente e guardano a un futuro che credono radioso ma con desideri spesso confusi e velleitari.
La prima della pièce fu accolta, come spesso accadeva ai lavori di Čechov, con molte riserve: il successo pieno arrivò qualche mese dopo. Con Il giardino dei ciliegi si chiuse l'attività artistica di Čechov.

### La morte

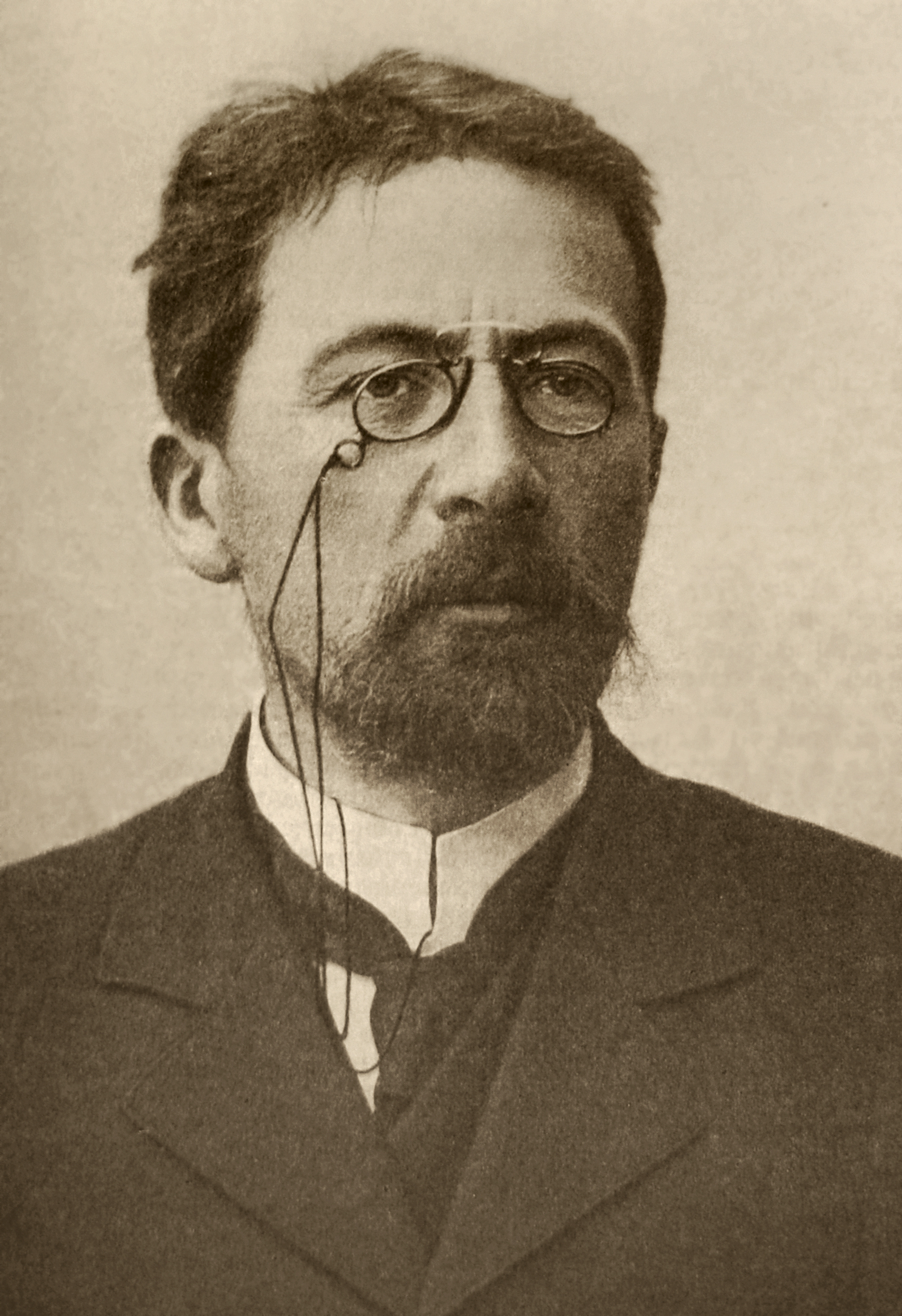
Anton Čechov

Il 15 febbraio 1904 lo scrittore lasciò Mosca per Jalta. Le disfatte subite dalla Russia nella guerra contro il Giappone si succedevano e Čechov, preso da patriottismo, seguiva le notizie con profonda amarezza. Il suo unico impegno, intervallato dalle frequenti crisi provocate dalla tisi, consisteva nella consulenza editoriale a favore della rivista Il pensiero russo; scrisse anche a Stanislavskij di un vago progetto di una nuova opera teatrale, ma la sua capacità creativa sembrava in quel periodo esaurita.
Deciso a rivedere la moglie, giunse a Mosca il 3 maggio, ma dovette mettersi subito a letto. La tubercolosi si era estesa ed ora oltre ai polmoni era colpita la regione addominale, il cuore era affaticato e i medici lo sostenevano con iniezioni di morfina. Gli fu consigliato di consultare uno specialista in Germania, il professor Karl Ewald, una celebrità dell'epoca.
Quando si sentì meglio, con l'autorizzazione dei suoi medici, il 3 giugno Čechov partì con la moglie per Berlino. Vi giunsero il 5 e scesero all'elegante albergo Savoy. Come spesso gli accadeva nei primi giorni di un viaggio, appariva allegro e interessato alla città. Il professore tedesco doveva però togliergli ogni ottimismo: dopo averlo visitato, gli disse senza mezzi termini che per lui non c'era alcuna speranza.

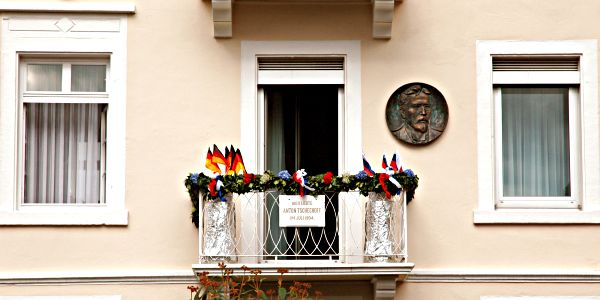
L'ultima residenza a Badenweiler

Tre giorni dopo, i Čechov lasciarono Berlino per Badenweiler, una stazione termale della Foresta Nera, alloggiando nella confortevole Villa Friederike. Seguito da un medico, osservava una dieta a base di burro di cacao e di farinata d'avena, prendeva molto sole e ammirava le montagne. La salute sembrò migliorare in breve tempo ma Čechov cominciò ad annoiarsi, e con la noia prese a inquietarsi. Così si trasferirono semplicemente all'Hotel Sommer, nella stessa cittadina: dal balcone della stanza Čechov passava il tempo osservando turisti e residenti passeggiare nella strada sottostante.
Alla fine di giugno a Badenweiler la temperatura e l'umidità salirono considerevolmente, aumentando le difficoltà di respirazione di Čechov: il 29 giugno ebbe un collasso, dal quale si riprese ma il giorno dopo ne seguì un altro. Si riprese ancora ma non riusciva ad abbandonare il letto, vegliato da Ol'ga. Il 1º luglio improvvisò per Ol'ga un racconto allegro, di quelli suoi di gioventù, poi si addormentò.

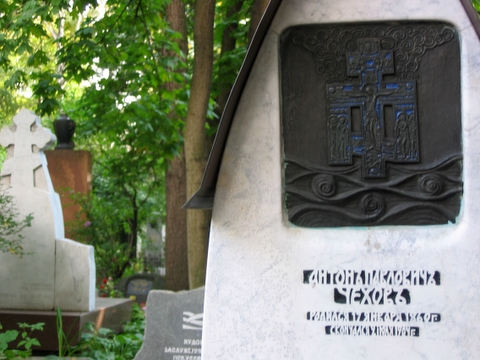
La tomba di Čechov

Si risvegliò di colpo verso mezzanotte: ansimando chiese un medico. Delirava, ma riprese lucidità quando Ol'ga gli applicò la borsa del ghiaccio sul petto: «Non si mette il ghiaccio su un cuore spento». Alle due venne il medico: «Ich sterbe» - gli disse piano Čechov - io muoio. Il dottore gli fece un'iniezione e volle procurarsi dell'ossigeno, ma lo scrittore lo fermò: «È inutile». Allora fu ordinato champagne. «È tanto che non bevo champagne»: bevve e si distese sul fianco. Poi fu silenzio. Erano le tre del mattino, una falena batteva le ali nere sul vetro della lampada accesa.
Il 9 luglio le spoglie di Čechov giungevano alla stazione Nikolaj di Mosca. Il vagone che le trasportava recava sul fianco un grosso cartello: «Trasporto di ostriche». L'associazione suscitò indignazione, ma il giovane Čechov avrebbe certamente trasformato la volgarità di quell'involontario effetto in uno spunto per un suo racconto comico. Si formò il corteo diretto al monastero Novodevičij, che s'ingrossò via via che si conobbe il nome del defunto. Alle porte del cimitero la folla era enorme. La bara di Čechov fu calata nella fossa scavata accanto alla tomba di suo padre. Il giorno dopo pochi intimi accompagnarono la madre, Marija e Ol'ga per il servizio religioso di fronte alla tomba colma di fiori.
La madre Evgenija morì nel 1919, Marija visse sempre a Jalta nel culto del fratello, nella villa trasformata in museo da lei diretto, morendovi novantenne nel 1957. Ol'ga Knipper proseguì la sua brillante carriera: fu insignita delle più prestigiose onorificenze sovietiche e si spense a 89 anni nel 1959.

## L'artista

### I racconti
Anton Čechov scrisse circa seicentocinquanta racconti pubblicati su varie riviste russe soprattutto fra il 1883 e il 1887. Nel 1899 ne tentò la sistemazione definitiva in occasione della pubblicazione della sua opera completa per l'editore Marks. Ripudiò pertanto tutti i racconti scritti nel periodo 1879-1882 e, dei rimanenti, ne scelse duecentocinquanta, i quali furono corretti e spesso rielaborati. Tre ulteriori racconti furono inseriti nella seconda edizione delle opere di Anton Čechov curate dalle edizioni Marks nel 1903.

### L'opera teatrale
Le commedie di Čechov rappresentano una pietra miliare della drammaturgia di tutti i tempi.
All'inizio del XX secolo, sui suoi testi teatrali il regista Konstantin Stanislavskij elaborò una nuova metodologia della recitazione, per adeguare l'arte drammatica all'espressione di stati d'animo complessi, delle sfumature emozionali di personaggi apparentemente quotidiani, ma portatori di istanze attribuibili a ogni essere umano.
Anatolij Lunačarskij, nella commemorazione cecoviana in occasione del venticinquesimo anniversario dalla morte dello scrittore, disse che ben pochi tra gli scrittori del passato hanno saputo essere così chiaroveggenti e così infallibili nel guidare gli uomini attraverso il labirinto della vita di ieri. Lo stesso Čechov sembra rispondere con le parole di Ol'ga nelle Tre sorelle: 

## Opere
- La gallina non ha cantato invano, vaudeville, 1878
- La falce ha picchiato contro la pietra, commedia, 1878
- Senza padre, dramma, 1878
- Ridi se ti riesce, commedia, 1878
- Il diamante taglia il diamante, commedia, 1878
- Platonov, dramma (Безотцовщина), 1877-1881 (scoperto nel 1921)
- Dal barbiere, racconto (В цирульне9), 7 febbraio 1883
- Una natura enigmatica, racconto (Загадочная натура), 19 marzo 1883
- La morte dell'impiegato, racconto (Смерть чиновника), 1883
- Il trionfo del vincitore, racconto, 26 febbraio 1883
- Il ragazzo maligno, racconto (Злоумышленник), 23 luglio 1883
- Il grasso e il magro, racconto (Толстый и тонкий), 1º ottobre 1883
- Caccia tragica. Una storia vera, romanzo, 1884
- Il ripetitore, racconto, 11 febbraio 1884
- L'album, racconto, 5 maggio 1884
- Esame per promozione di grado, racconto, 14 luglio 1884
- Il camaleonte, racconto (Хамелеон), 8 settembre 1884
- Una notte terribile, racconto (Страшная ночь), 27 dicembre 1884
- Fiabe di Melpomene, raccolta, 1884
- Sulla strada maestra, dramma in atto unico, 1885
- L'ultima mohicana, racconto (Последняя могиканша), 6 maggio 1885
- I simulatori, racconto, 29 giugno 1885
- Il padre di famiglia, racconto, 26 agosto 1885
- Al bagno pubblico, racconto (В бане), 1899, unione di due racconti indipendenti pubblicati in precedenza su riviste rispettivamente nel 1885 e nel 1883.
- Arte, 6 gennaio racconto, 1886
- Marmocchi, racconto, 27 gennaio 1886
- Malinconia, racconto (Тоска), 27 gennaio 1886
- Subbuglio, racconto, 3 febbraio 1886
- La strega, racconto (Ведьма), 8 marzo 1886
- Agàfja, racconto (Агафья), 8 marzo 1886
- Un piccolo scherzo, racconto (Житейская мелочь), 12 marzo 1886
- Incubo, racconto, 29 marzo 1886
- Gríša, racconto (Гриша), 5 aprile 1886
- Notte di Pasqua, racconto (Святою ночью), 13 aprile 1886
- Il conoscente, racconto (Знакомый мужчина), 3 maggio 1886
- Il consigliere segreto, racconto (Тайный советник), 6 maggio 1886
- Il romanzo del contrabbasso, racconto (in russo Роман с контрабасом?, Roman s kontrabasom), 7 giugno 1886
- Uomini superflui (in russo Лишние люди?, Lišnie lûdi), racconto, 23 giugno 1886
- Paure, racconto, 16 giugno 1886
- La farmacista, racconto, 21 giugno 1886
- Il maestro, racconto, 12 luglio 1886
- Calamità, racconto (Несчастье), 16 agosto 1886
- Martiri, racconto, 18 agosto 1886
- Il viaggiatore di prima classe, racconto, 23 agosto 1886
- Nelle tenebre, racconto (Темнота), 15 settembre 1886
- Piccola realtà quotidiana, racconto, 29 settembre 1886
- Brutti caratteri, racconto (Тяжёлые люди), 7 ottobre 1886
- In tribunale, racconto (В суде), 11 ottobre 1886
- Fango, racconto (Тина), 29 ottobre 1886
- Ssst!..., racconto, 15 novembre 1886
- Brava gente, racconto, 22 novembre 1886
- Un avvenimento, racconto, 24 novembre 1886
- L'opera d'arte, racconto, 13 dicembre 1886
- Vàgnka, racconto (Ванька), 25 dicembre 1886
- In viaggio, racconto (На пути), 25 dicembre 1886
- Era lei!, racconto (То была она!), 27 dicembre 1886
- Racconti variopinti, raccolta, 1886
- Lo «champagne», racconto, 5 gennaio 1887
- Vigilia di Quaresima, racconto, 23 febbraio 1887
- Tifo, racconto (Тиф), 23 marzo 1887
- Durante la Settimana Santa, racconto, 30 marzo 1887
- La lettera, racconto, 18 aprile 1887
- Volòdja, racconto (Володя), 1º giugno 1887
- La fortuna, racconto, 6 giugno 1887
- Dalle memorie d'un uomo impulsivo, racconto, 5 luglio 1887
- Il cardo errante, racconto, 14 luglio 1887
- Il padre, racconto, 20 luglio 1887
- La sirena, racconto (Сирена), 17 agosto 1887
- Lo zufolo, racconto, 29 agosto 1887
- La posta, racconto, 14 settembre 1887
- Pazienza a tutta prova, racconto, 31 ottobre 1887
- La disgrazia, racconto, 7 dicembre 1887
- Un bacio, racconto (Поцелуй), 15 dicembre 1887
- Ragazzi, racconto (Мальчики), 21 dicembre 1887
- Kaštanka, racconto (Каштанка), 25 dicembre 1887
- Nel crepuscolo, raccolta, 1887
- Miseria, 1887
- Discorsi innocenti, raccolta, 1887
- Ivanov, commedia in quattro atti (Иванов), 1887
- Senza titolo, racconto, 1º gennaio 1888
- La voglia di dormire, racconto, 25 gennaio 1888
- La steppa, racconto (Степь), marzo 1888
- Contrarietà, racconto, 3 giugno 1888
- Beltà femminili, racconto (Красавицы), 21 settembre 1888
- L'onomastico, racconto (Именины), novembre 1888
- Il canto del cigno, commedia in atto unico (Лебединая песня), 1888
- L'orso, vaudeville in atto unico (Медведь), 1888
- Una domanda di matrimonio, vaudeville in atto unico (Предложение), 1888
- I danni del tabacco, monologo in atto unico (О вреде табака), versione 1886-89
- La scommessa, racconto (Пари), 1º gennaio 1889
- La principessa, racconto (Княгиня), 26 marzo 1889
- Una storia noiosa, racconto (Скучная история), novembre 1889
- Crisi di nervi, racconto, 1889
- Lešij ovvero Lo spirito dei boschi, commedia in quattro atti, 1889
- Tragico suo malgrado, dramma in atto unico, 1889
- Le nozze, commedia in atto unico (Свадьба), 1889
- Ladri, racconto (Воры), 1º aprile 1890
- Gúsev, racconto (Гусев), 25 dicembre 1890
- In Siberia, ricordi (Из Сибири), 1890
- Donne del popolo, racconto, 25 giugno 1891
- Il duello, racconto (Дуэль), 22 ottobre 1891
- L'anniversario, farsa in atto unico (Юбилей), 1891
- Mia moglie, racconto (Жена), gennaio 1892
- La sventata, racconto, gennaio 1892
- Deportati, racconto, 9 maggio 1892
- Il reparto n. 6, racconto (Палата № 6), novembre 1892
- Terrore, racconto, 25 dicembre 1892
- Il racconto di uno sconosciuto, racconto (Рассказ неизвестного человека), febbraio 1893
- Volòdja grande e Volòdja piccolo, racconto (Володя большой и Володя маленький), dicembre 1893
- Il monaco nero, racconto (Чёрный монах), gennaio 1894
- Regno di donne, racconto, gennaio 1894
- Il violino di Rothschild, racconto (Скрипка Ротшильда), febbraio 1894
- Lo studente (Студент), racconto, aprile 1894
- Il professore di belle lettere, racconto (Учитель словесности), 1894
- Il racconto del giardiniere capo, racconto (Рассказ старшего садовинка), 25 dicembre 1894
- Tre anni, racconto (Три года), gennaio-febbraio 1895
- La moglie, racconto (Супруга), aprile 1895
- Anna al collo, racconto (Анна на шее), 22 ottobre 1895
- Omicidio, racconto (Убийство), novembre 1895
- Ariàdna, racconto (Ариадна), dicembre 1895
- L'isola di Sachalin, scritto di viaggi (Остров Сахалин), 1895
- La notte prima del processo, 1895
- La villa col mezzanino, racconto (Дом с мезонином), aprile 1896
- La mia vita, racconto (Моя жизнь), ottobre-dicembre 1896
- Il gabbiano, dramma in quattro atti (Чайка), 1896
- I contadini, racconto (Мужики), aprile 1897
- Il turco, racconto, 2 novembre 1897
- Nel cantuccio natìo, racconto (В родном углу), 16 novembre 1897
- In carretta, racconto (На подводе), 21 dicembre 1897
- L'uomo nell'astuccio, racconto, luglio 1898
- L'uva spina, racconto, agosto 1898
- Dell'amore, racconto, agosto 1898
- Avventura professionale, racconto (Случай из практики), dicembre 1898
- La signora con il cagnolino, racconto (Дама с собачкой), 1898
- Zio Vanja, dramma in quattro atti (Дядя Ваня), 1899
- Dušečka, racconto (Душечка), 3 gennaio 1899
- Villa nuova, racconto (Новая дача), gennaio 1899
- Per affari d'ufficio, racconto (По делам службы), gennaio 1899
- Tat'jana Répina, dramma in atto unico (Татьяна Репина), 1899
- Nel burrone, 1900
- Tre sorelle, dramma in quattro atti (Три сестры), 1901
- Fa male il tabacco, versione 1903 dell'atto unico del 1886-89
- La fidanzata, racconto (Невеста), 1903
- I quaderni del dottor Čechov, 1891-1904
- Il giardino dei ciliegi, commedia in quattro atti (Вишнёвый сад), 1904
- Meschinità
- Un essere indifeso

## Nella cultura di massa
A Čechov è stato intitolato il cratere Chekhov, sulla superficie di Mercurio.
Il ferro di Cechov è una canzone di Kid Yugi, ispirata alla tecnica narrativa della pistola di Čechov.